# Helena da Grécia e Dinamarca
Helena da Grécia e Dinamarca (em grego: Ελένη, romanizado: Eléni; em romeno: Elena; Atenas, 2 de maio de 1896 – Lausana, 28 de novembro de 1982) foi a rainha-mãe da Romênia durante o reinado de seu filho, o rei Miguel I, entre 1940 e 1947. Seus esforços humanitários para salvar os judeus romenos durante a Segunda Guerra Mundial levaram-na a ser condecorada pelo Estado de Israel com o título honorífico de Justa entre as nações em 1993.
Filha do rei Constantino I da Grécia e de sua esposa, Sofia da Prússia, a princesa Helena passou a infância entre a Grécia, o Reino Unido e a Alemanha. A eclosão da Primeira Guerra Mundial e a derrubada de seu pai pelos Aliados em 1917 tiveram um impacto duradouro na jovem, que também foi separada de seu irmão favorito, o jovem Alexandre da Grécia. Exilada na Suíça com a maioria dos membros da família real, Helena passou vários meses cuidando de seu pai, que era propenso a doenças e depressão. Em 1920, a princesa conheceu o príncipe-herdeiro Carlos da Romênia, que logo pediu sua mão em casamento. Apesar da má reputação do jovem, Helena aceitou e se estabeleceu na Romênia, onde logo deu à luz um filho único, nomeado Miguel, em 1921.
A situação de sua família, no entanto, continuou a preocupar Helena, que viajou ao exterior diversas vezes para visitar seus pais, quando não se limitava a convidar seus parentes para se hospedarem em Bucareste. Ao fazer isso, distanciou-se do marido, que teve inúmeros casos amorosos antes de se deixar seduzir, em 1924, por Magda Lupescu. Finalmente, em 1925, o príncipe Carlos abandonou a esposa e renunciou ao trono para viver seu caso abertamente. Atormentada, Helena tentou persuadir o marido a voltar para ela, mas finalmente concordou com o divórcio em 1928. Nesse ínterim, a jovem foi proclamada "princesa-mãe da Romênia" em 1926 e o pequeno Miguel ascendeu ao trono sob a regência de seu tio em 1927. No entanto, com o passar dos anos, a situação política na Romênia se complicou, e Carlos aproveitou a crescente instabilidade para retornar a Bucareste em 1930 e ser aclamado rei. Logo, o novo soberano forçou sua ex-esposa ao exílio e só permitiu que ela visse o filho no exterior por dois meses por ano.
Nessas circunstâncias, Helena mudou-se para a Villa Sparta em Fiesole, na Itália. Ainda próxima de sua família, a princesa hospedou suas irmãs Irene e Catarina, bem como seu irmão Paulo, que permaneceram com ela intermitentemente até a restauração da monarquia grega em 1935. A eclosão da Segunda Guerra Mundial e a deposição de Carlos II, após o desmembramento da Grande Romênia em 1940, no entanto, trouxeram Helena de volta para estar com seu filho em Bucareste. Sujeitos à ditadura do general Antonescu e à vigilância da Alemanha nazista, o rei e sua mãe serviram então como fiadores do regime fascista que estava sendo estabelecido. Eles, no entanto, mostraram sua oposição à participação da Romênia na invasão da União Soviética e na deportação dos judeus. Finalmente, o rei Miguel organizou um golpe de estado contra Antonescu em 23 de agosto de 1944 e a Romênia se volta contra as forças do Eixo. O país é, no entanto, ocupado pelo Exército Vermelho e tratado como derrotado.
Para Helena e seu filho, o período pós-guerra foi marcado pela interferência soviética na vida política romena. Em março de 1945, o rei teve que aceitar um governo comunista sob a égide de Petru Groza, enquanto, no ano seguinte, eleições legislativas fraudadas confirmaram a hegemonia do Partido Comunista Romeno sobre o país. Finalmente, Miguel I foi forçado a abdicar do poder e, em 30 de dezembro de 1947, a família real partiu para o exílio. Helena então retornou para a Villa Sparta, onde dividiu seu tempo entre a família, a jardinagem e o estudo da arte italiana. Cada vez mais preocupada com suas finanças, Helena finalmente deixou a Itália e foi para a Suíça em 1979, falecendo três anos depois, com o filho ao seu lado.

## Biografia

### Princesa da Grécia

#### Infância

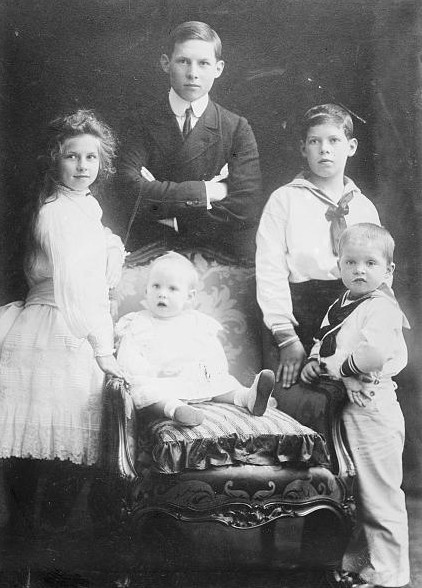
Os filhos de Constantino em 1905. Em sentido horário: Helena, Jorge, Alexandre, Paulo e Irene

Filha do príncipe-herdeiro Constantino da Grécia e da princesa Sofia da Prússia, Helena nasceu em 20 de abril de 1896 (2 de maio no calendário gregoriano) em Atenas, Grécia. Quando bebê, ela recebeu o apelido de "Sitta", que é uma corruptela da palavra inglesa sister, que seu irmão Alexandre não conseguia pronunciar corretamente. À medida que crescia, Helena desenvolveu uma afeição especial por Alexandre, que tinha quase a mesma idade que ela.
Helena passou a maior parte da sua infância na capital grega. No entanto, todos os verões, ela e a sua família deixavam o reino helénico para viajar pelo Mediterrâneo a bordo do iate real Anfitrite ou para visitar a mãe de Sofia, a imperatriz viúva Vitória, na Alemanha. A partir dos 8 anos, Helena também frequentou cursos de verão no Reino Unido, nas áreas de Seaford e Eastbourne. A princesa cresceu num ambiente anglófilo, rodeada por uma coorte de tutores e governantas britânicos, entre os quais uma certa Srta. Nichols teve especial cuidado com ela.

#### Golpe de Goudi e guerras dos Balcãs

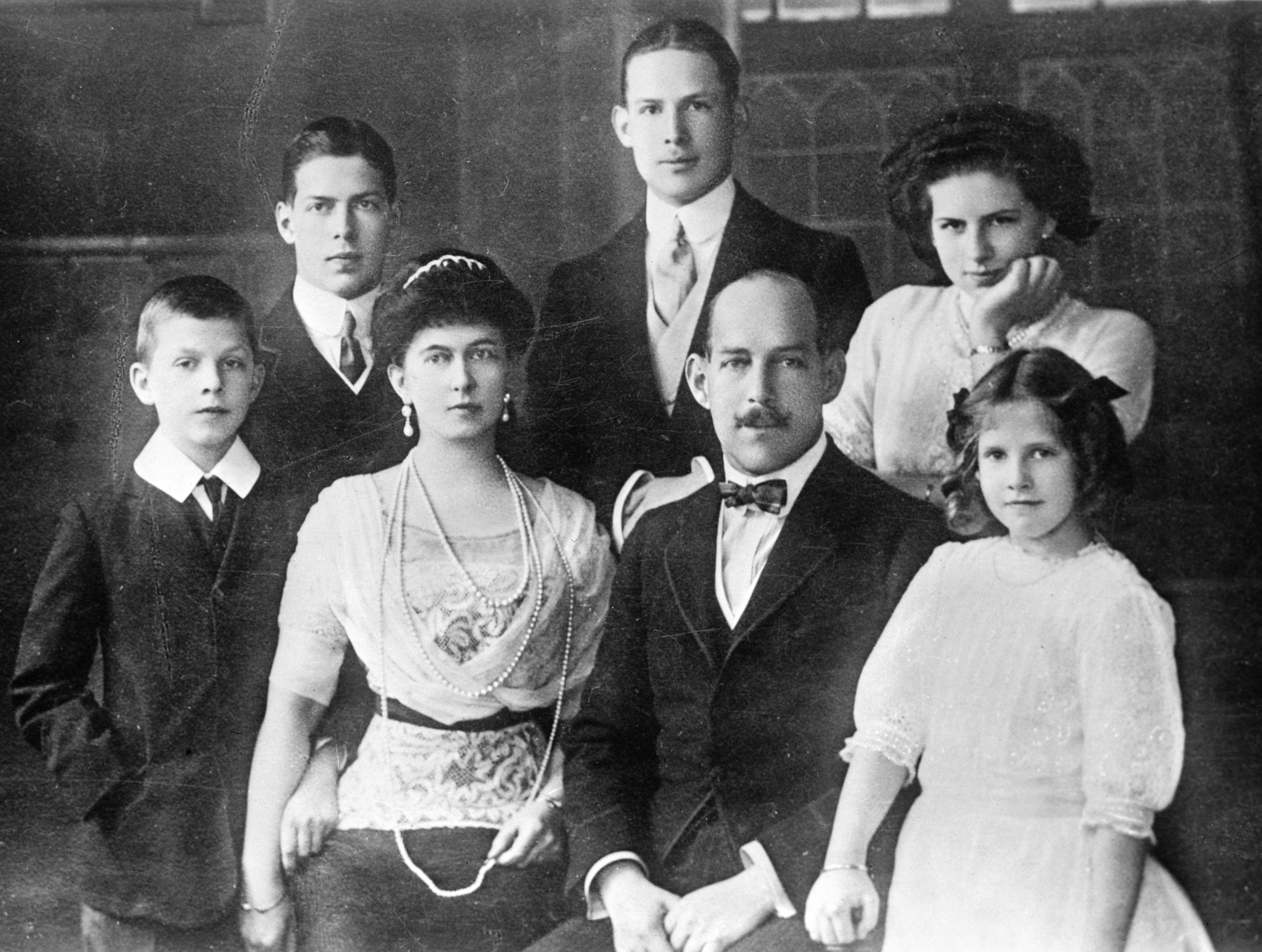
A Família real grega em 1914. Em sentido horário: Paulo, Alexandre, Jorge, Helena, Irene, Constantino e Sofia

Em 15 de agosto de 1909 (28 de agosto no calendário gregoriano), um grupo de oficiais gregos, unidos na "Liga Militar", organizou um golpe de Estado contra o governo do rei Jorge I, avô de Helena. Embora se declarassem monarquistas, os membros da Liga, liderados por Nikolaos Zorbás, exigiram que o soberano dispensasse seus filhos do exército. Oficialmente, isso visava proteger os príncipes dos ciúmes que suas amizades com certos militares poderiam suscitar. Mas a realidade era bem diferente: os oficiais culparam o príncipe-herdeiro Constantino pela derrota da Grécia pelo Império Otomano durante a Guerra Greco-Turca (1897).
A situação no país era tão tensa que os filhos de Jorge I foram forçados a demitir-se dos seus postos militares para poupar o pai à vergonha de ter de os despedir. O príncipe-herdeiro também foi forçado a deixar a Grécia com a sua esposa e os seus filhos. Durante vários meses, a família estabeleceu-se em Kronberg, na Alemanha. Helena tinha então 14 anos e era a primeira vez na sua vida que experimentava o exílio.
Após muita tensão, a situação política na Grécia finalmente se acalmou e Constantino e sua família foram finalmente autorizados a retornar à sua terra natal. Em 1911, o príncipe-herdeiro foi até mesmo restaurado às suas funções militares pelo primeiro-ministro Eleftherios Venizelos. Um ano depois, a Primeira Guerra dos Balcãs eclodiu, o que permitiu à Grécia anexar vastos territórios na Macedônia, Epiro e Creta no Mar Egeu. Foi também no final deste conflito que o rei Jorge I morreu, assassinado em Tessalônica em 5 de março de 1913 (18 de março no calendário gregoriano), e que Constantino o sucedeu no trono helênico.
Após estes acontecimentos, Helena passou muitas semanas a visitar a Grécia, da qual até então só conhecia as principais cidades e a ilha de Corfu. Com o seu pai e o príncipe Alexandre, descobriu a Macedônia grega e os vários campos de batalha do primeiro conflito dos Balcãs. No entanto, este período de calma durou pouco, pois a Segunda Guerra dos Balcãs eclodiu logo em seguida, em junho de 1913. Desta vez, mais uma vez, a Grécia saiu vitoriosa do conflito, o que lhe permitiu expandir consideravelmente o seu território, que aumentou 68% no Tratado de Bucareste em comparação com a véspera das Guerras dos Balcãs em 1912.

#### Primeira Guerra Mundial

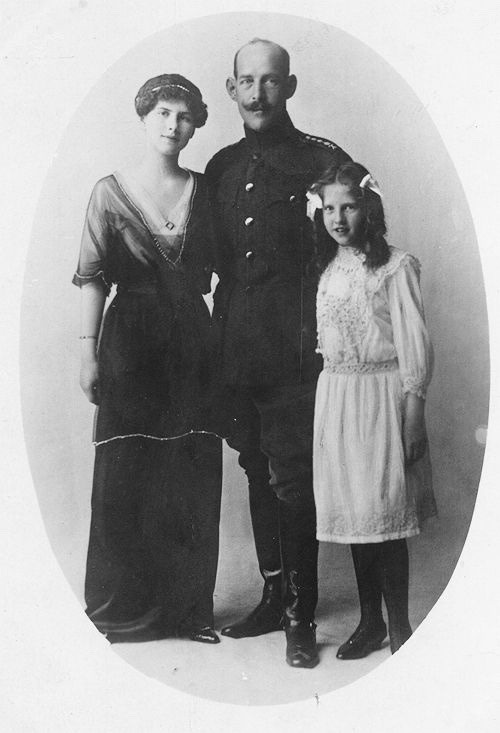
Constantino com as filhas, Helena (esquerda) e Irene (direita) em 1914

Durante a Primeira Guerra Mundial, o rei Constantino I procurou manter o Reino da Grécia em uma posição de neutralidade. Ele considerou que seu país não estava pronto para participar de um novo conflito após as Guerras dos Balcãs . Mas, treinado na Alemanha e ligado ao kaiser Guilherme II, de quem era cunhado, Constantino foi rapidamente acusado de apoiar a Tríplice Aliança e de desejar a derrota dos Aliados. Logo, o soberano rompeu com seu primeiro-ministro, Eleftherios Venizelos, que estava convencido da necessidade de apoiar os países da Tríplice Entente para anexar as minorias gregas do Império Otomano e dos Balcãs ao reino helênico, a Megáli Idea. Protegido pelos países da Entente, e pela República Francesa em particular, o estadista formado em Tessalônica, em outubro de 1916, um Governo de Defesa Nacional paralelo ao do monarca. O centro da Grécia foi então ocupado pelas forças aliadas e o país estava prestes a afundar-se numa guerra civil: o Cisma Nacional.
Enfraquecido por todas essas tensões, Constantino I adoeceu gravemente em 1915. Sofrendo de pleurisia agravada por pneumonia, ele ficou de cama por várias semanas e quase morreu. Na Grécia, a opinião pública ficou perturbada, especialmente porque um rumor, espalhado pelos venizelistas, dizia que o rei não estava doente, mas que a rainha Sofia o havia, de fato, ferido durante uma discussão na qual ela fingiu forçá-lo a entrar na guerra ao lado do kaiser. A saúde do soberano piorou tanto que um navio foi enviado à ilha de Tinos para buscar o ícone milagroso da Virgem com o Menino (no Santuário de Nossa Senhora de Tinos), supostamente para curar os doentes. Depois de beijar a imagem sagrada, o rei recuperou parcialmente a saúde, mas sua situação permaneceu preocupante e uma operação foi necessária antes que ele pudesse retomar suas funções. Esses eventos tiveram um impacto particular na princesa Helena, que era muito próxima de seu pai. Impressionada com a sua remissão, ela desenvolveu uma religiosidade mais profunda, que manteve ao longo da vida.
Apesar dessas dificuldades, Constantino I recusou-se a mudar sua política e teve que enfrentar a oposição cada vez mais clara da Entente e dos venizelistas. Assim, em 18 de novembro de 1916 (1 de dezembro no calendário gregoriano), a luta, chamada de Noemvriana, colocou os soldados Aliados contra os reservistas gregos em Atenas e a frota francesa bombardeou o palácio real. Nesta ocasião, Helena escapou por pouco de ser morta por tiros vindos do Zappeion. Ao ouvir os tiros e preocupada com a vida de seu pai, a princesa saiu para os jardins do palácio real, mas foi salva por um dos guarda-costas do rei, que a colocou nas costas e a trouxe de volta para dentro do palácio.
Finalmente, em 28 de maio de 1917 (10 de junho no calendário gregoriano), Charles Jonnart, o Alto Comissário da Entente na Grécia, ordenou que o rei deixasse o poder. Sob a ameaça de um desembarque da Entente no Pireu, o soberano concordou em se exilar, sem, no entanto, abdicar oficialmente. Como os Aliados não queriam estabelecer uma república na Grécia, um dos membros de sua família teve que sucedê-lo. No entanto, o príncipe-herdeiro Jorge era considerado tão germanófilo quanto seu pai, porque ele também havia sido treinado na Alemanha. Ele também era considerado pouco maleável, enquanto era um soberano fantoche que os inimigos de Constantino queriam colocar no trono. Foi, portanto, finalmente o irmão mais novo do príncipe-herdeiro, Alexandre, que Venizelos e a Entente escolheram como o novo rei.

#### Exílio na Suíça

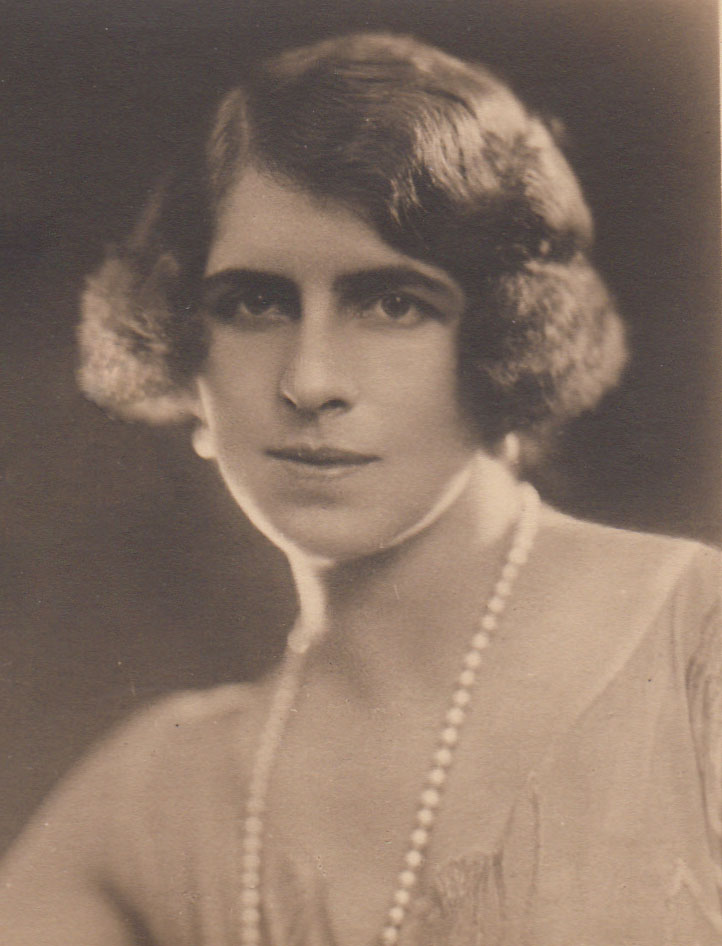
Helena em 1917

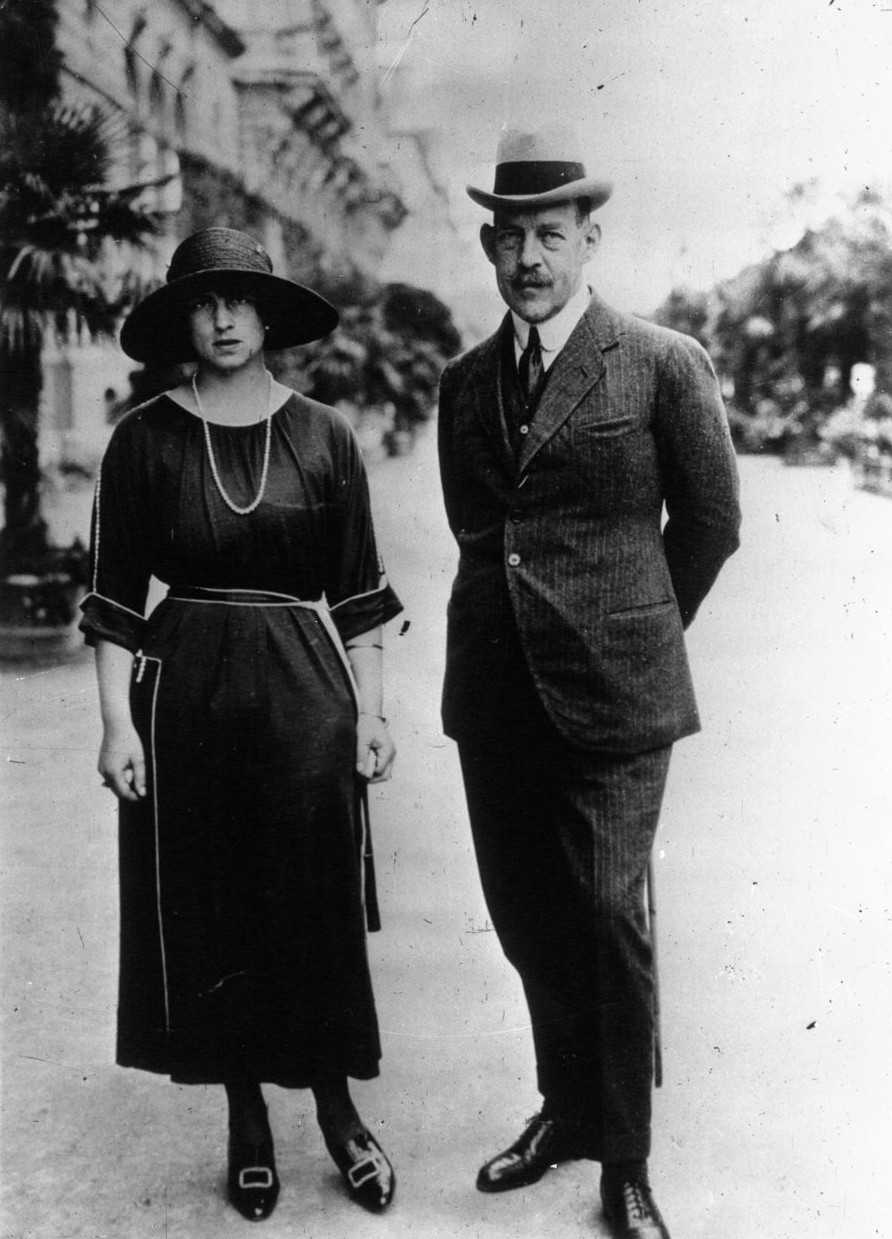
Constantino com a filha Helena no exílio em 1920

Em 29 de maio de 1917 (11 de junho no calendário gregoriano), a família real fugiu secretamente do palácio em Atenas, cercada por uma multidão leal que se recusou a deixá-los sair. Nos dias seguintes, Constantino, Sofia e cinco dos seus filhos deixaram a Grécia, em Oropos, e tomaram o caminho para o exílio. Esta foi a última vez que Helena viu o seu irmão favorito (Alexandre). De fato, após o seu regresso ao poder, os venizelistas proibiram todo o contato entre Alexandre e o resto da família real.
Depois de cruzar o Mar Jônico e a Itália, Helena e sua família se estabeleceram na Suíça de língua alemã, entre São Moritz, Zurique e Lucerna. Em seu exílio, os pais de Helena foram logo seguidos por quase todos os membros da casa real grega, que deixaram seu país com o retorno de Venizelos para chefiar o gabinete e a entrada de Atenas na guerra ao lado da Entente. No entanto, a situação financeira da família real não era das mais brilhantes e Constantino, assombrado por uma profunda sensação de fracasso, logo adoeceu novamente. Em 1918, ele contraiu a gripe espanhola e, mais uma vez, quase morreu.
Profundamente preocupadas com o destino do pai, Helena e as suas irmãs Irene e Catarina passaram longos períodos de tempo com ele para o ajudar a esquecer as suas preocupações. Helena também procurou reconectar-se com Alexandre. Aproveitou a estadia do seu irmão em Paris em 1919 para tentar contatá-lo por telefone. No entanto, o oficial que acompanhava o rei até à capital francesa recusou-se a dar-lhe acesso às suas comunicações e às dos outros membros da família real.

### Princesa-herdeira da Romênia

#### Encontro com o príncipe Carlos da Romênia

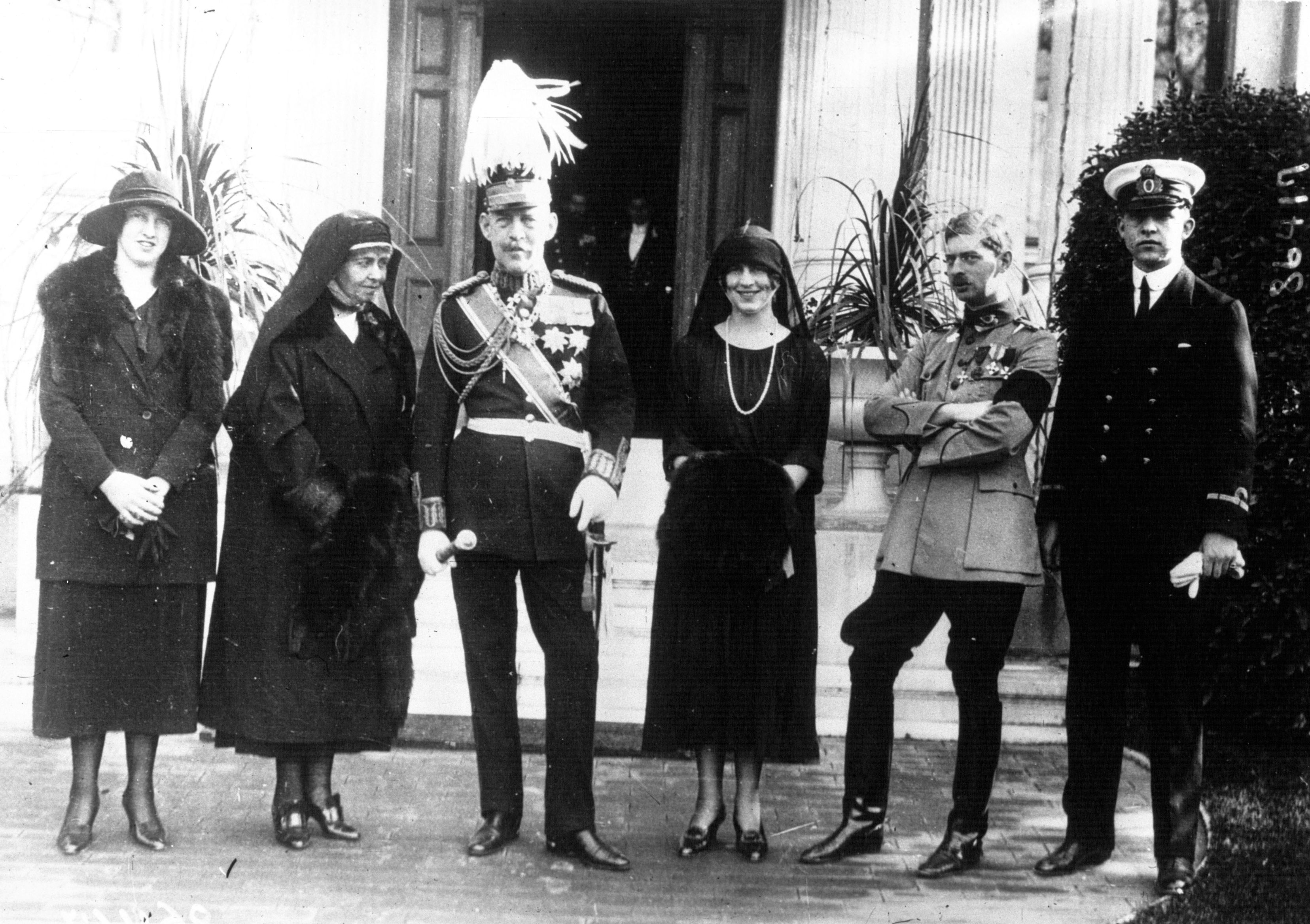
Carlos da Romênia com a família real grega no exílio em 1921. Em sentido horário: Irene, Sofia, Constantino, Helena, Carlos e Paulo

Em 1920, os exilados gregos receberam a visita da rainha da Romênia e de suas filhas Isabel, Maria e Ileana em Lucerna. Preocupada com o futuro de sua filha mais velha, de 25 anos e ainda solteira, a soberana esperava casá-la com o príncipe-herdeiro Jorge, que já havia pedido sua mão alguns anos antes. Sem reino, dinheiro e projeto político real desde sua exclusão do trono em 1917, o irmão mais velho de Helena repetiu sua proposta de casamento à princesa Isabel e esta resolveu aceitá-lo, apesar de sua relutância. Encantada por ter alcançado seu objetivo, a rainha da Romênia então convidou seu futuro genro e suas irmãs Helena e Irene para irem a Bucareste para anunciar publicamente o noivado principesco. Encorajadas por seu pai, Constantino I, as duas jovens aceitaram e a partida foi marcada para 2 de outubro. Enquanto isso, outro membro da família real romena juntou-se a Lucerna. Retornando de uma viagem ao redor do mundo com a intenção de distanciá-lo de sua esposa morganática e filho natural, o príncipe-herdeiro Carlos da Romênia juntou-se ao pequeno grupo de viajantes.
Na Romênia, Jorge, Helena e Irene são recebidos com pompa pela família real. Hospedados no Castelo de Pelișor, eles estavam no centro das festividades que acompanham o retorno do príncipe Carlos ao seu país, em 10 de outubro, e o anúncio do noivado de Isabel com o príncipe Jorge, em 12 de outubro. A permanência dos príncipes gregos foi, no entanto, de curta duração. Em 24 de outubro, um telegrama anuncia a morte em Zurique da duquesa viúva de Saxe-Coburgo-Gota, mãe da rainha da Romênia. No dia seguinte, outra mensagem anuncia aos príncipes gregos que Alexandre morreu repentinamente em Atenas, devido às consequências de uma mordida de macaco.
Nestas circunstâncias, os três príncipes gregos e a rainha da Romênia decidiram regressar urgentemente à Suíça. Comovido pela situação e sem dúvida incentivado pela sua mãe, o príncipe Carlos juntou-se à viagem no último momento. Ele, que tinha sido frio e distante com Helena durante a sua estadia na Romênia, revelou-se subitamente cheio de atenção pela princesa. Durante a viagem de comboio, os dois jovens contaram um ao outro sobre as suas vidas e o príncipe confidenciou a Helena sobre o seu caso com Zizi Lambrino. Devastada pela dor e determinada a não voltar a ver a Grécia sem o seu irmão, Helena caiu de amores pelo herdeiro do trono romeno.

#### Casamento

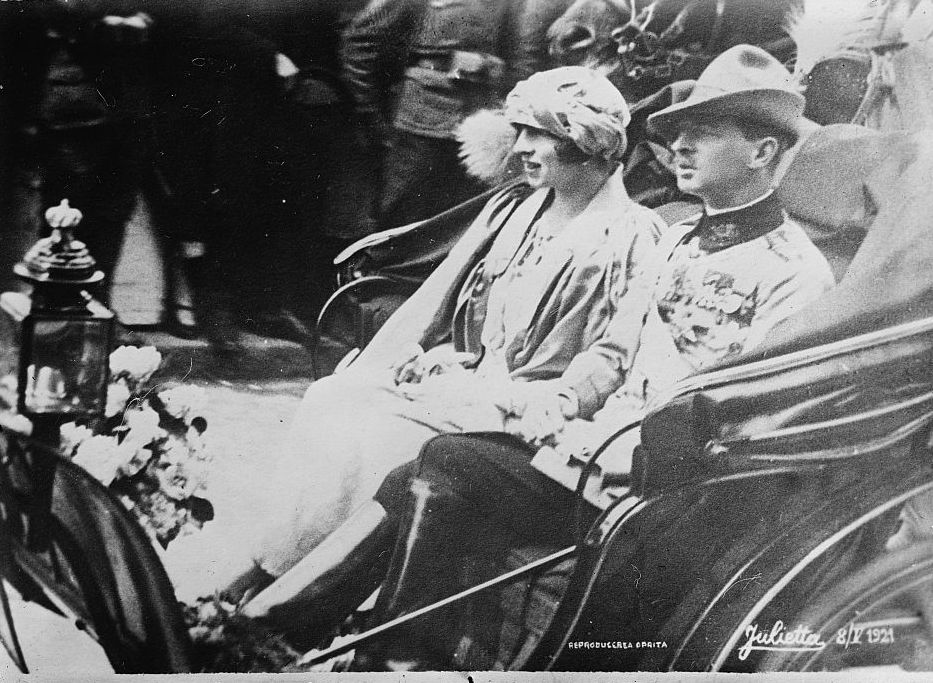
Carlos e Helena em 1921

Pouco depois de sua chegada à Suíça, o príncipe Carlos propôs Helena em casamento, o que encantou a rainha da Romênia, mas não os pais da princesa. Helena, tendo decidido aceitar a proposta de casamento, o rei Constantino I demonstrou certa benevolência em relação ao projeto, mas exigiu garantias quanto à dissolução do casamento de Carlos e Zizi Lambrino. Por sua vez, a rainha Sofia era muito menos favorável ao projeto matrimonial. Não tendo confiança no príncipe, ela tentou convencer a filha a recusar a proposta. No entanto, Helena persistiu e, apesar dos apelos de sua mãe, o noivado foi anunciado em Zurique em novembro de 1920.
Enquanto isso, na Grécia, os venizelistas perderam as eleições legislativas para os apoiadores de Constantino I em 1 de novembro de 1920 (14 de novembro no calendário gregoriano). Ansioso por resolver a questão dinástica, o novo gabinete organizou, em 22 de novembro de 1920 (5 de dezembro no calendário gregoriano), um referendo com resultado contestado em que 99% dos eleitores exigiram a restauração do soberano. Nessas condições, a família real retornou a Atenas e Helena retornou ao seu país de braços dados com seu noivo. Durante dois meses, os dois jovens partiram para explorar o interior da Grécia e suas ruínas antigas. Eles então retornaram a Atenas para celebrar seu casamento na Catedral Metropolitana em 25 de fevereiro de 1921 (10 de março no calendário gregoriano). Os recém-casados passam então a lua-de-mel em Tatoi, onde permanecem durante dois longos meses antes de regressarem à Romênia, em 8 de maio de 1921.

#### Vida na Romênia

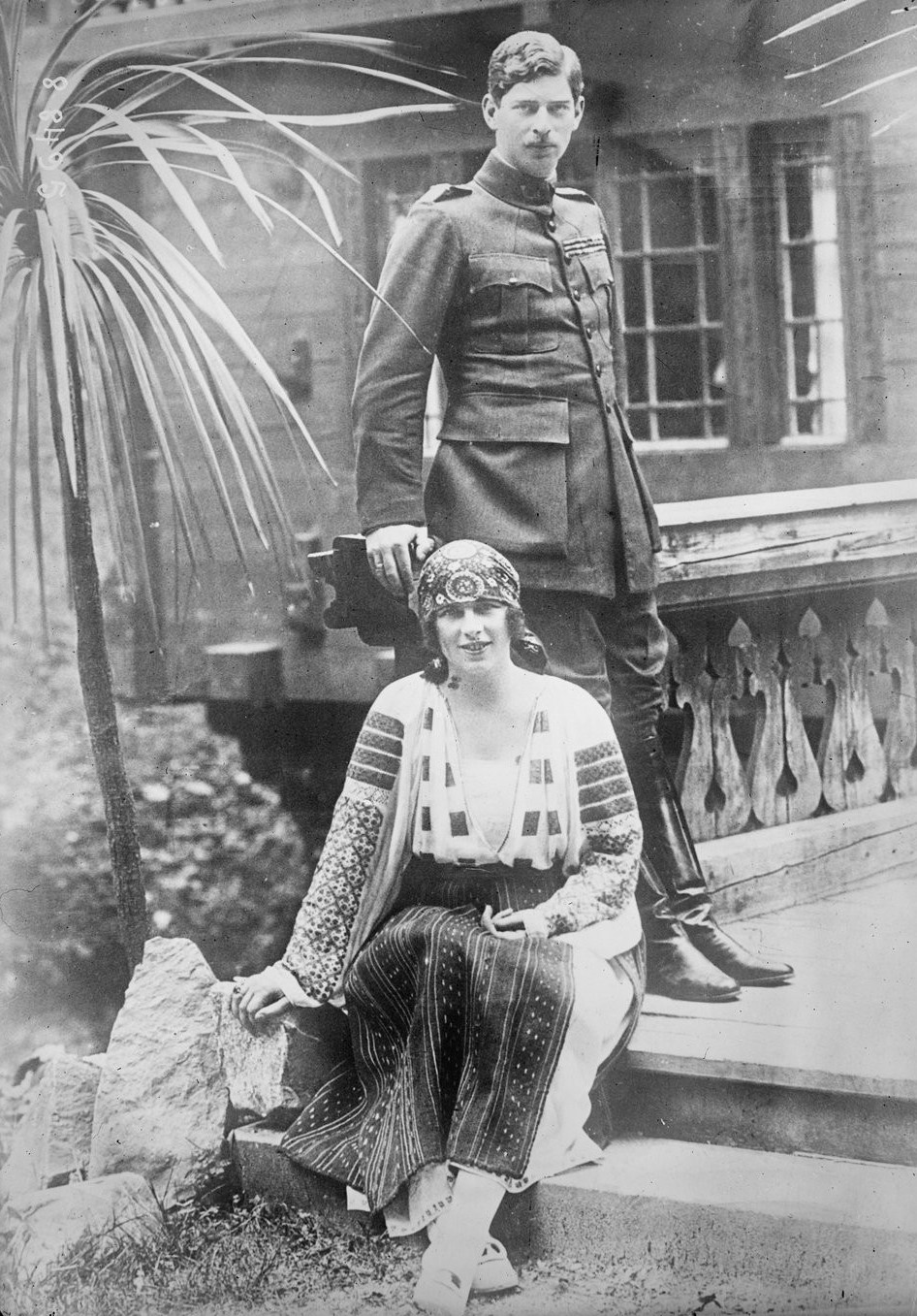
Helena e Carlos em 1923

Ao retornar à Romênia, Helena já estava grávida. Com Carlos, ela residiu por algum tempo no Palácio Cotroceni, onde a pompa e o protocolo da corte a impressionaram e a entediaram. Então, o casal estabeleceu sua residência no Foișor, um elegante chalé em estilo suíço construído pelos soberanos nos terrenos do Castelo de Peleș, em Sinaia. Foi lá que a princesa deu à luz, após apenas sete meses de gravidez, seu único filho, o príncipe Miguel, nomeado em homenagem a Miguel, o Valente, primeiro unificador dos principados romenos. O parto, que ocorreu em 25 de outubro de 1921, foi difícil e requereu intervenção cirúrgica. O parto enfraqueceu consideravelmente Helena e os médicos proibiram-na de ter uma segunda gravidez..
Depois que a princesa se recuperou, o casal mudou-se para Bucareste, para uma grande villa na rua Kiseleff. Apesar de seus interesses muito diferentes, Carlos e Helena levaram, por um tempo, uma existência quase burguesa. De manhã, o herdeiro do trono cumpria seus deveres oficiais e, à tarde, cada um se dedicava às suas atividades favoritas. Enquanto o príncipe-herdeiro se dedicava à leitura e às suas coleções de selos, Helena praticava equitação ou se dedicava a decorar sua casa. A princesa também se envolveu em trabalho social e fundou uma escola de enfermagem na capital. Ela também foi nomeada coronel honorária do 9º Regimento de Cavalaria Romeno.
Enquanto isso, a situação política em Atenas se deteriorava. Envolvido na Guerra Greco-Turca desde 1919, o reino helênico passava por um período de turbulência e a saúde do rei Constantino I se deteriorava novamente. Preocupada com o futuro do pai, Helena pediu permissão ao marido para retornar à Grécia. O casal e o filho partiram para Atenas no final do mês, em janeiro de 1922. Mas, enquanto Carlos deixou a terra natal de sua esposa em fevereiro para comparecer ao noivado de sua irmã Maria com o rei Alexandre I da Iugoslávia, Helena permaneceu com seus pais até abril e trouxe sua irmã Irene de volta para a Romênia. Enquanto isso, o príncipe-herdeiro renovou seu relacionamento com uma antiga amante, a atriz Mirella Marcovici.
Em junho de 1922, Carlos e Helena viajaram para Belgrado com toda a família real romena para assistir ao casamento de Alexandre I e e Maria. De volta a Bucareste, a princesa grega assumiu então o seu papel de esposa do herdeiro do trono. Participou assim nos atos oficiais e acompanhou os soberanos e o seu marido durante as cerimônias que pontuavam a vida da monarquia. Como todas as mulheres da sua posição, Helena também se investiu em obras sociais. Apesar de tudo, a princesa continuou a preocupar-se com a sua família, e mesmo as visitas da sua irmã Irene, da sua tia Maria e das suas primas gregas não conseguiram consolá-la da distância dos seus pais.

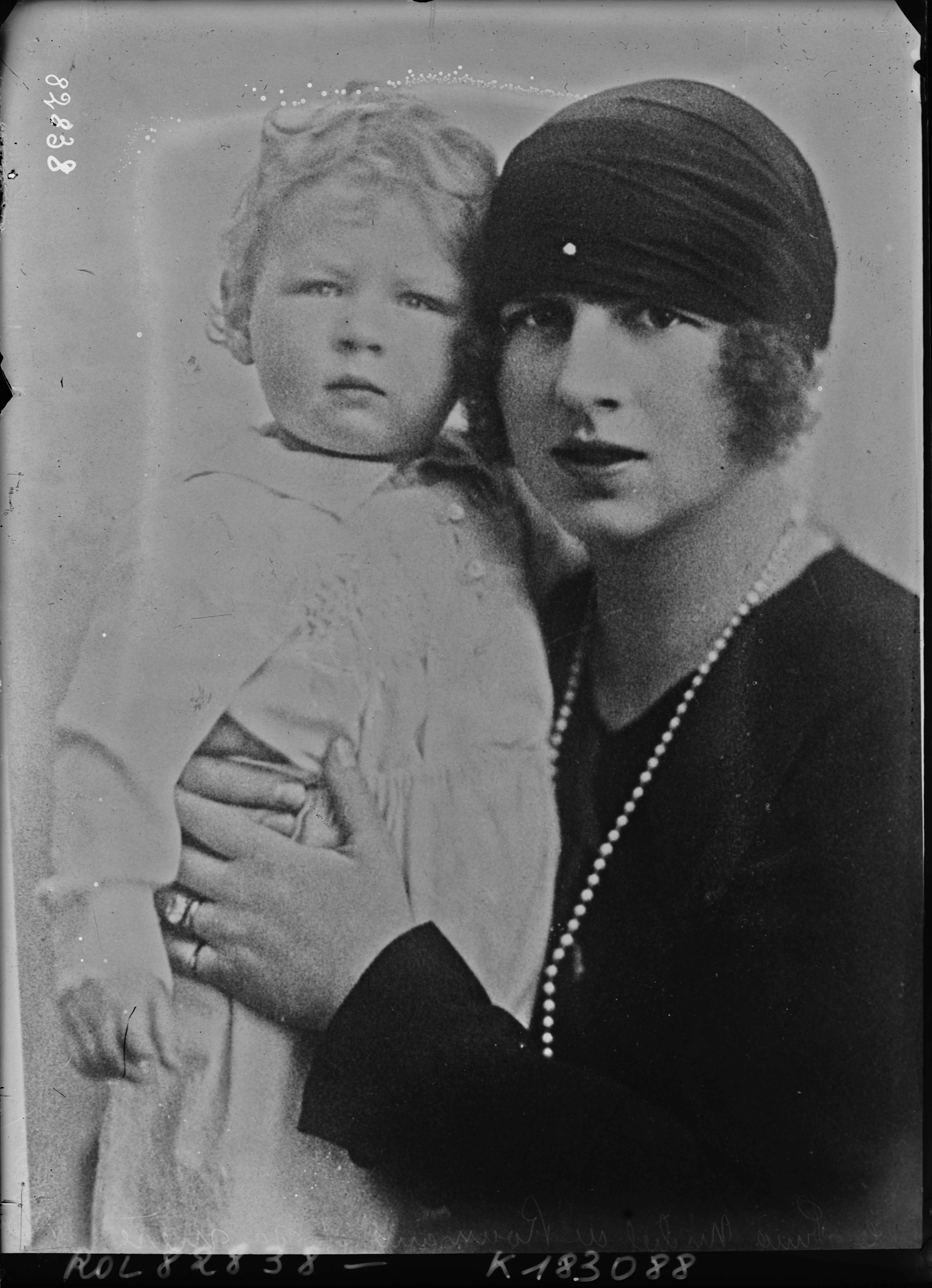
Helena e Miguel em 1923

Em 11 de setembro de 1922 (24 de setembro no calendário gregoriano), um golpe militar forçou o rei Constantino I, considerado responsável pela troca de populações entre a Grécia e a Turquia, a abdicar em favor de seu filho Jorge, e a voltar ao exílio. Sem poder real e esmagado pelos revolucionários, após o fracasso de uma tentativa de golpe monarquista em outubro de 1923, o novo soberano teve que abandonar a coroa após apenas quinze meses de reinado, dando lugar à Segunda República Helênica. Devastada pelos acontecimentos, Helena pensou apenas em retornar aos seus pais em seu exílio italiano. Pouco depois da coroação do rei Fernando I e da rainha Maria da Romênia em Alba Iulia, em 15 de outubro de 1920, a princesa partiu então para Palermo, onde permaneceu até depois da morte de seu pai, em 11 de janeiro de 1923.
Cansado da ausência da esposa, Carlos finalmente convidou a sogra para ficar em Bucareste. No entanto, a rainha viúva não veio sozinha e nada menos que quinze príncipes e princesas gregos se mudaram para sua casa sem aviso. Cada vez mais irritado com a presença intrusiva de seus sogros, Carlos ficou ainda mais magoado com Helena, que ainda o proibia de ir para o leito conjugal. Ciumento, ele então suspeitou que sua esposa tivesse caído de amores pelo príncipe Amadeu de Saboia, um hóspede regular do rei e da rainha da Grécia na Sicília. Nessas condições, Helena e Carlos se afastaram e a princesa manteve as aparências dedicando cada vez mais tempo à educação de seu filho, o príncipe Miguel.

#### Separação

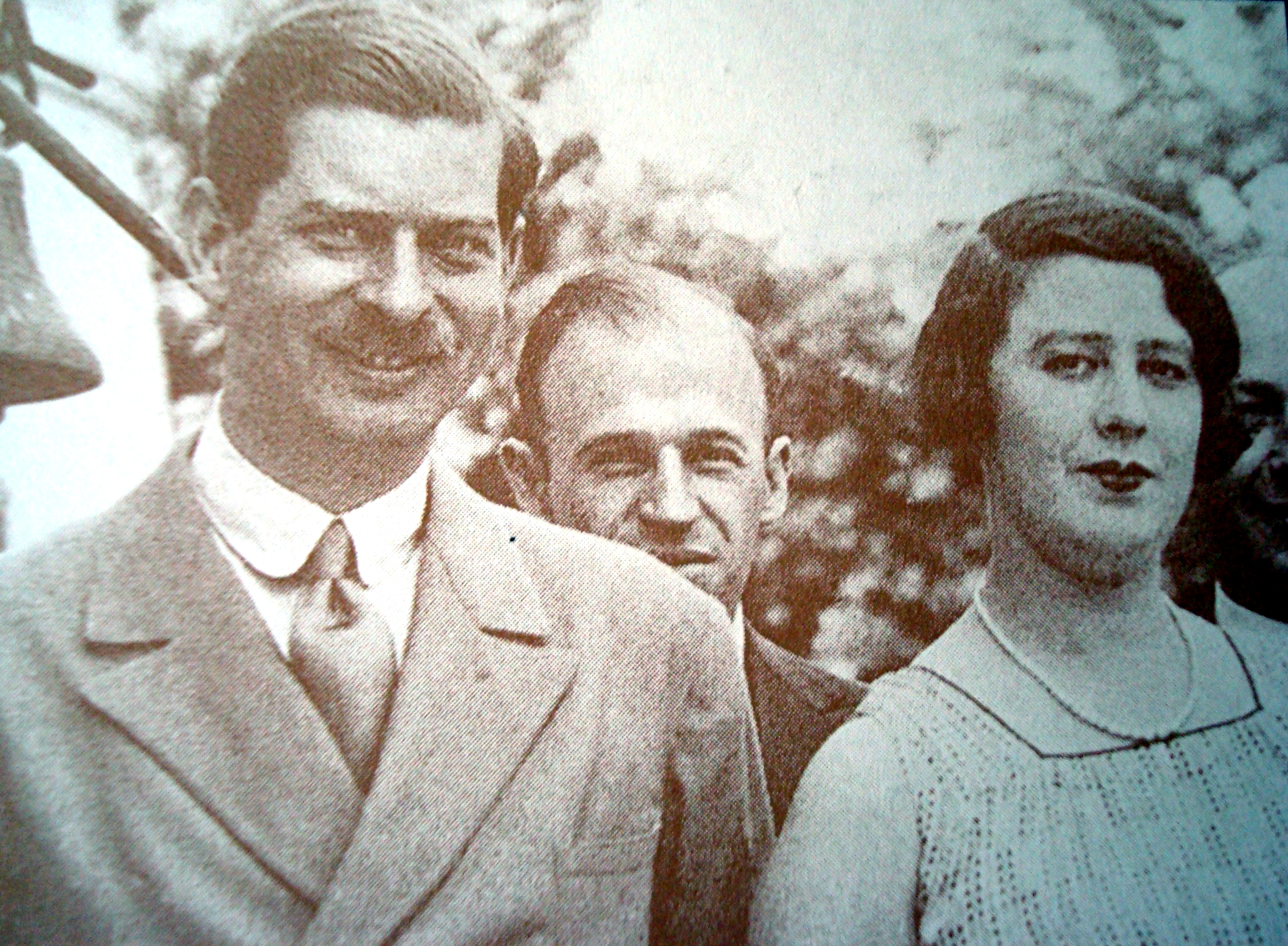
Carlos com sua amante Magda Lupescu

No verão de 1924, Carlos conheceu uma cortesã chamada Hélène Lupescu (mais conhecida como Magda Lupescu), com quem iniciou um relacionamento, em 14 de fevereiro de 1925. Desde o seu casamento, esta não era a primeira relação extraconjugal que o príncipe mantém. No entanto, é a mais grave e logo começa a preocupar Helena, normalmente mais conciliadora, e o resto da família real romena, que teme ver Lupescu transformar-se numa nova Zizi Lambrino. Em novembro de 1925, Carlos foi enviado ao Reino Unido para representar sua família no funeral da rainha viúva Alexandra. Apesar das promessas feitas a seu pai, o rei Fernando I, ele aproveitou esta viagem ao exterior para conhecer sua amante e viver seu caso abertamente. Recusando-se a retornar a Bucareste, Carlos finalmente renunciou oficialmente ao trono e às suas prerrogativas como príncipe-herdeiro, em 28 de dezembro de 1925.
Na Romênia, Helena ficou perturbada com a atitude de Carlos, especialmente porque a rainha Maria a culpou em parte pelo fracasso de seu casamento. A princesa então escreveu ao marido para convencê-lo a voltar para casa. Ela também tentou convencer a classe política a atrasar a exclusão de Carlos da sucessão real e sugeriu aos seus sogros que ela própria fosse ao exterior para encontrar o marido. No entanto, o primeiro-ministro Ion I. C. Brătianu, que odiava o herdeiro do trono por causa de suas simpatias pelo Partido Camponês, se opôs categoricamente a isso. O chefe de governo até acelerou o procedimento de exclusão convocando as duas câmaras do Parlamento para registrar o ato de renúncia do príncipe e nomear o pequeno príncipe Miguel como herdeiro ao trono.
No início de 1926, um decreto real conferiu a Helena o título de "princesa-mãe" e também lhe concedeu uma pensão, um privilégio anteriormente reservado aos soberanos e ao herdeiro do trono. O rei Fernando I sofria de câncer, e um conselho de regência também foi formado para compensar a menoridade de Miguel, chefiado pelo príncipe Nicolau, auxiliado pelo patriarca Miron e pelo magistrado Gheorghe Buzdugan, que foi substituído após sua morte em 1929 por Constantin Sărățeanu. Apesar disso, Helena continuou a esperar pelo retorno do marido e recusou teimosamente os pedidos de divórcio que ele lhe fez do exterior.
Em junho de 1926, pouco antes da morte do seu sogro, Helena foi para a Itália para assistir ao funeral da sua avó paterna, a rainha viúva Olga, e para encontrar a sua mãe , que vivia na Villa Bobolina em Fiesole. A princesa aproveitou esta estadia italiana para tentar encontrar o marido, mas, após ter concordado inicialmente com um encontro com Helena, este cancelou a entrevista no último momento.

### Reinado do filho

#### "Princesa-mãe" da Romênia

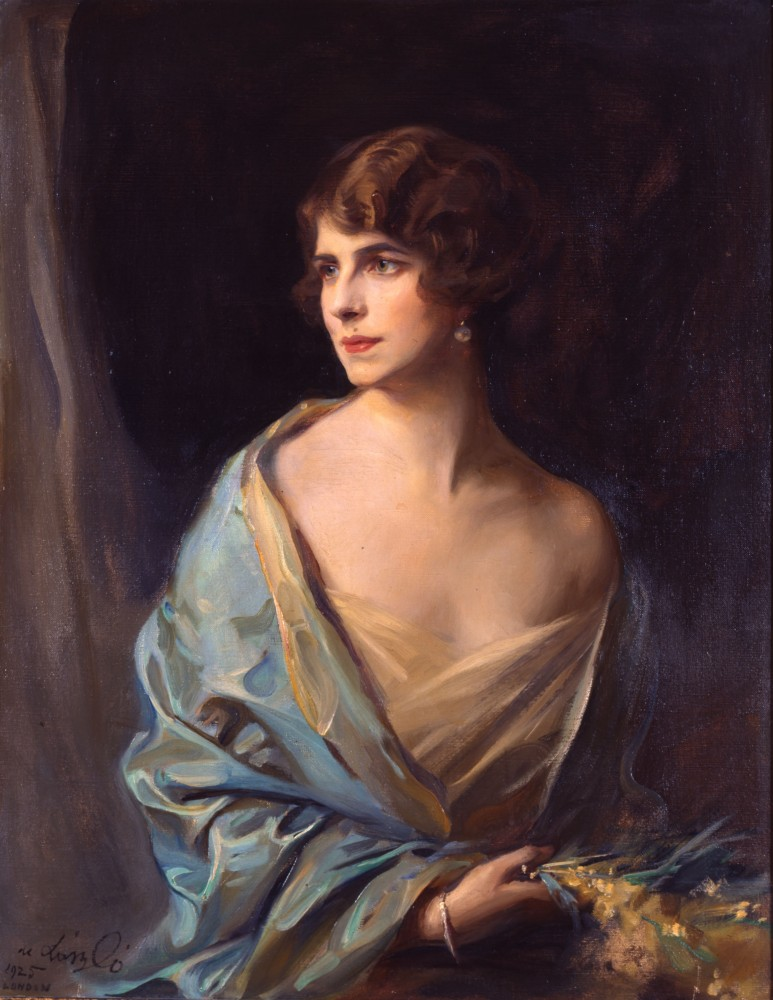
Helena em 1925 por Philip de László

Na primavera de 1927, a rainha Maria partiu em visita oficial aos Estados Unidos. Na ausência da soberana, Helena e sua cunhada Isabel cuidaram do rei Fernando I, cuja saúde estava se deteriorando rapidamente. O rei finalmente faleceu em 20 de julho de 1927, no Castelo de Peleș, e seu neto de 5 anos o sucedeu como Miguel I enquanto o Conselho de Regência assumiu o país. No entanto, na Romênia, Carlos manteve muitos apoiadores (logo apelidados de "carlistas" ) e o Partido Liberal no poder temia por um retorno do príncipe.
Depois de tentar convencer o marido a retornar a Bucareste por muito tempo, Helena gradualmente mudou de atitude em relação a ele. Ansiosa por preservar os direitos do filho e provavelmente pressionada pelo primeiro-ministro Barbu Știrbei, a princesa pediu o divórcio, que obteve sem dificuldade, em 21 de junho de 1928. Helena também se distanciou da sogra, que se queixava de ser mantida afastada do pequeno rei e criticava cada vez mais abertamente a comitiva grega da princesa. Nessas circunstâncias, a rainha viúva aproximou-se do filho mais velho e estabeleceu ligações com o movimento carlista.
Com a regência se mostrando completamente incapaz de governar o país, Carlos apareceu cada vez mais como um homem providencial, o único capaz de resolver os problemas da Romênia. Apesar de tudo, seus apoiadores (como o primeiro-ministro Iuliu Maniu, líder do Partido Nacional Camponês) continuaram a exigir que ele se separasse de Magda Lupescu e se reconciliasse com Helena, o que ele recusou. Beneficiando-se de numerosos cúmplices no país, o príncipe finalmente organizou seu retorno a Bucareste na noite de 6 para 7 de junho de 1930. Acolhido com alegria pela população e pela classe política, proclamou-se então rei com o nome de Carlos II.

#### Tentativa de reconciliação com Carlos II

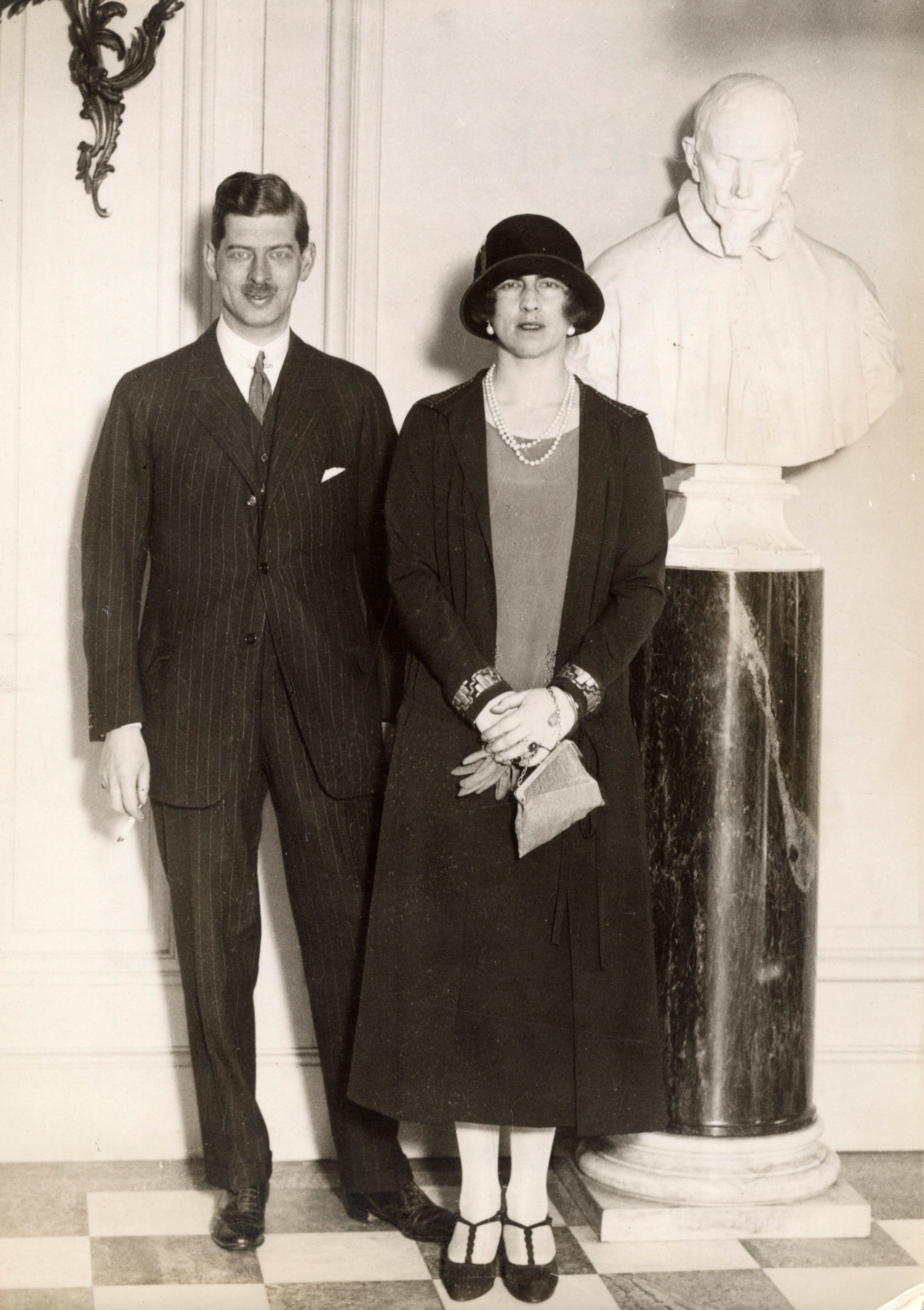
Helena e Carlos em 1926

Ao chegar ao poder, Carlos II inicialmente recusou-se a ver Helena novamente, mas, por outro lado, expressou o desejo de encontrar seu filho, rebaixado à categoria de herdeiro do trono com o título de "Grande voivode de Alba Iulia" pelo Parlamento romeno, em 8 de junho de 1930. Para se reunir com Miguel, o rei decide então retornar para sua ex-esposa. Acompanhado por seu irmão Nicolau e sua irmã Isabel, ele vai para a villa da princesa na rua Kiseleff. Diante de seu ex-marido, Helena é fria, mas não tem outra opção a não ser oferecer-lhe sua amizade pelo bem de seu filho.
Nas semanas seguintes, Helena foi submetida a pressão conjunta da classe política romena e do clero ortodoxo, que tentaram persuadi-la a retomar sua vida de casada com Carlos e a concordar em ser coroada em sua companhia em uma cerimônia em Alba Iulia agendada para 21 de setembro de 1930. Apesar de sua relutância, a princesa resolveu se reconciliar e considerou anular seu divórcio, sob a condição de poder manter sua própria residência. Nessas circunstâncias, os ex-cônjuges se aproximaram e, enquanto Carlos às vezes ia à casa de Helena para almoçar com ela, a jovem ocasionalmente ia tomar chá com ele no palácio real. Em julho, o rei, sua ex-esposa e seu filho foram juntos para Sinaia, mas, enquanto Carlos se instalou em Foișor, Helena e Miguel permaneceram no Castelo de Peleș. Todos os dias, a família se reunia para tomar chá e, em 20 de julho, Carlos e Helena aparecem publicamente juntos em uma cerimônia em memória do rei Fernando I.
Em agosto de 1930, Carlos II conferiu a Helena o predicado de Majestade sem declará-la rainha, o que ela se recusou a aceitar. Nessas condições, o plano de coroar os dois ex-cônjuges foi rejeitado. O retorno de Magda Lupescu à Romênia finalmente pôs fim aos esforços de reconciliação do casal. Logo, o rei conseguiu que Miguel fosse morar com ele, mesmo que Helena tivesse permissão para ver seu filho diariamente em troca de seu silêncio político. Cada vez mais isolada, a princesa foi forçada ao exílio por seu ex-marido, com quem assinou um acordo de separação em outubro de 1931. Em troca do seu silêncio, e graças à mediação do seu irmão, o antigo rei Jorge II da Grécia, e da sua cunhada Isabel, Helena obteve então uma indemnização significativa. Com a autorização prévia de Carlos II, recebeu o direito de permanecer quatro meses por ano na Romênia e de receber, durante mais dois meses, o seu filho no estrangeiro. A sua residência em Bucareste foi mantida e o rei comprometeu-se a financiar a sua manutenção. Acima de tudo, Helena recebeu uma quantia de trinta milhões de lei para adquirir uma residência no estrangeiro, bem como uma pensão anual de sete milhões de lei.

#### Escândalo doDaily Maile exílio na Itália

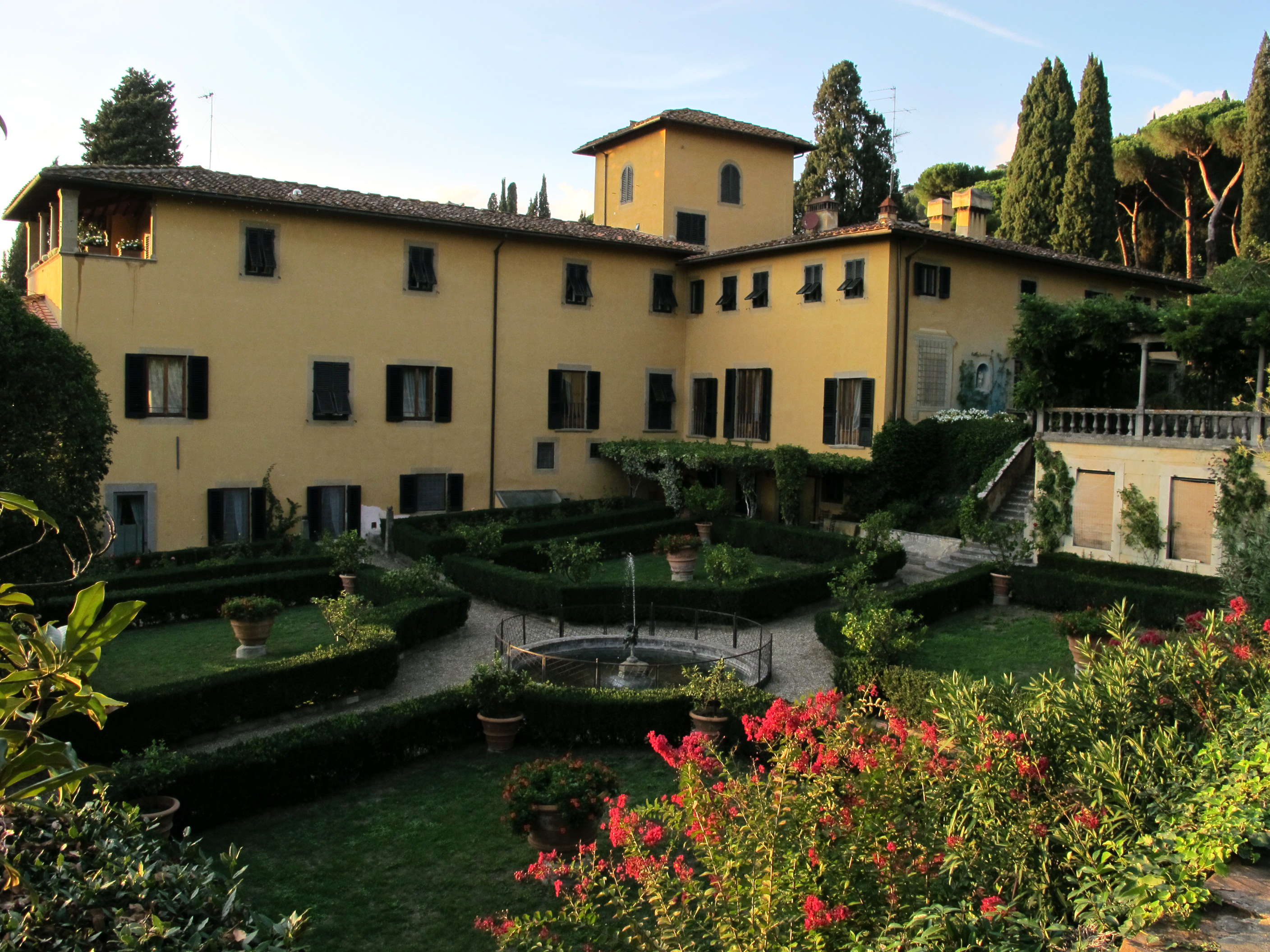
Villa Sparta, em Fiesole

Em novembro de 1931, Helena deixou a Romênia para ir à Alemanha, onde foi ao leito de sua mãe, a rainha viúva Sofia, gravemente doente com câncer. Após sua morte em 13 de janeiro de 1932, Helena comprou sua casa em Fiesole, na Itália, que ela usou como sua residência principal. Nesta grande casa, que ela renomeou Villa Sparta, a princesa recebeu a visita de suas irmãs Irene e Catarina e seu irmão Paulo, que permaneceram com Helena em longas estadias.

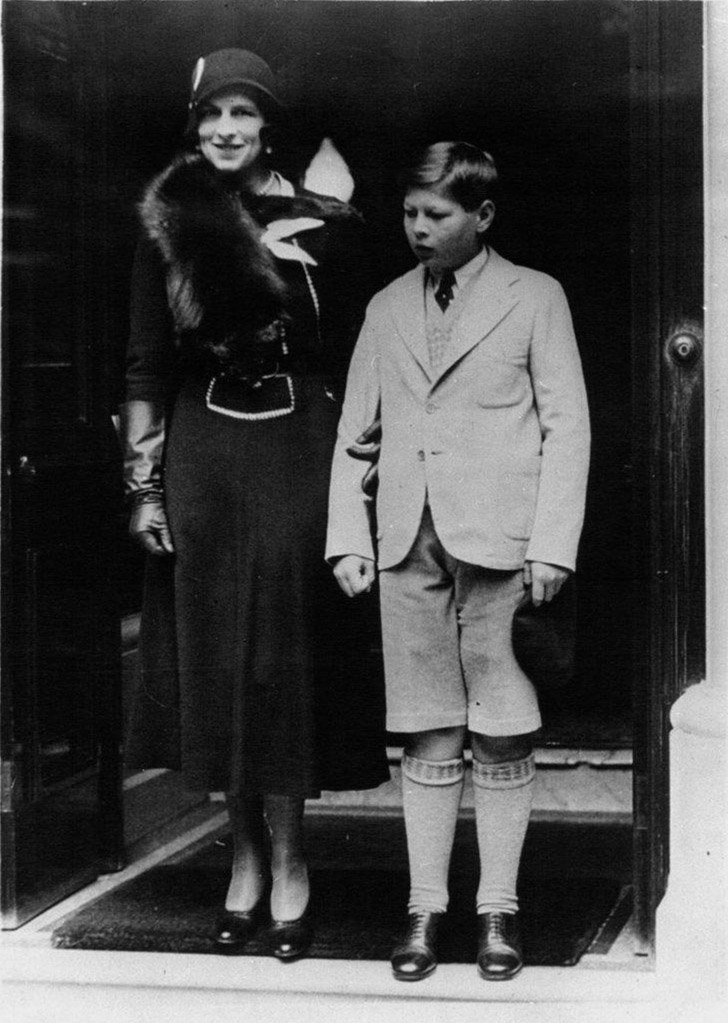
Helena e Miguel em 1932

Apesar da distância, o atrito entre Helena e Carlos II continuou. Em setembro de 1932, uma visita de Miguel e sua mãe à Inglaterra deu origem a um novo conflito, que rapidamente chegou às manchetes da imprensa internacional. Helena tendo desobedecido às ordens de seu ex-marido (que se recusou a permitir que seu filho usasse qualquer coisa além de calças curtas e fosse fotografado na companhia de sua mãe pelos jornais), este último ordenou que o herdeiro do trono retornasse a Bucareste. Exasperada com esta atitude, Helena decidiu então dar uma entrevista ao Daily Mail, "na esperança de que a opinião pública a ajudasse a preservar seus direitos como mãe". Seguiu-se uma violenta campanha de imprensa, que deixou o rei furioso. Apesar desses eventos, Helena optou por retornar à Romênia para o aniversário de Miguel e ameaçou ir ao Tribunal Internacional de Justiça se Carlos II não a permitisse ver seu filho.
De volta a Bucareste, a princesa tentou fazer com que o governo interviesse no caso entre ela e o rei, sem muito sucesso. Ela então recorreu uma segunda vez à sua cunhada, Isabel. No entanto, esta última tendo ficado profundamente chocada com a entrevista dada ao Daily Mail, e as duas mulheres tiveram uma briga violenta durante o reencontro, com a ex-rainha dos helenos chegando ao ponto de dar um estalo em Helena. O rei, considerando sua ex-esposa cada vez mais como uma oponente política, endureceu sua posição em relação a ela. Depois de apenas um mês no país, ele impôs um novo contrato de separação a ela, em 1 de novembro de 1932, que a privou do direito de retornar à Romênia e a forçou ao exílio permanente na Itália no dia seguinte. Durante os anos seguintes, Helena não teve mais contato com seu ex-marido, que apenas retomou contato brevemente com ela para anunciar, por telefone, a morte da rainha Maria em 1938. A princesa, no entanto, conseguiu ver seu filho em Florença, todos os anos, por dois meses.
Em Fiesole, a vida de Helena e das suas irmãs era relativamente isolada, embora as três jovens frequentassem regularmente a corte de Saboia, que sempre acolhera a família real grega durante o seu exílio. As princesas gregas também usaram as suas ligações para encontrar uma esposa para o ainda solteiro príncipe-herdeiro Paulo. Em 1935, aproveitaram a presença em Florença da princesa Frederica de Hanôver para a colocar em contato com o seu irmão. Os seus esforços foram eficazes, uma vez que Frederica rapidamente se apaixonou pelo príncipe. No entanto, os pais da jovem estavam relutantes quanto a tal relação e só em 1937 é que Paulo e Frederica foram finalmente autorizados a ficar noivos. No entanto, mais uma vez a monarquia grega foi restaurada e Jorge II tornou-se novamente rei dos Helenos, mas sem Isabel, que pediu o divórcio para continuar a viver na Romênia.

### Rainha-mãe da Romênia

#### Segunda Guerra Mundial e a ditadura de Antonescu

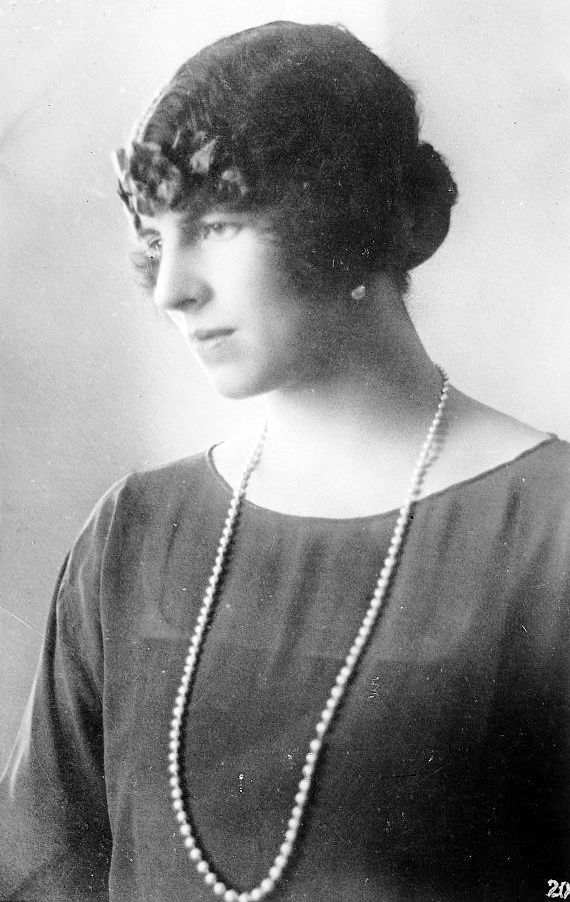
Helena

Estandarte real de Helena como rainha-mãe da Romênia

Na Itália, Helena encontrou verdadeira estabilidade, apesar da ausência do filho durante a maior parte do ano. No entanto, a eclosão da Segunda Guerra Mundial interrompeu sua rotina mais uma vez. De acordo com o Pacto Germano-Soviético, a União Soviética forçou a Romênia a ceder a Bessarábia e a Bucovina do Norte a ela em 26 de junho de 1940. Algumas semanas depois, Bucareste também teve que entregar o norte da Transilvânia à Hungria, em 30 de agosto de 1940, e depois retornar o sul de Dobruja para a Bulgária, em 7 de setembro de 1940, que pôs fim à Grande Romênia, criada no final da Primeira Guerra Mundial. Incapaz de fazer valer a integridade territorial de seu país e sujeito à pressão da Guarda de Ferro, um partido fascista apoiado pela Alemanha nazista, Carlos II tornou-se cada vez mais impopular e foi finalmente forçado a abdicar em 6 de setembro de 1940. Seu filho Miguel, então com 18 anos, tornou-se rei novamente enquanto o general Ion Antonescu estabeleceu uma ditadura com o apoio de membros da Guarda de Ferro.
Ansioso por ganhar o favor do novo soberano (e dar apoio à sua ditadura), Antonescu concedeu a Helena o título de "rainha-mãe da Romênia" em 8 de setembro de 1940 e, já no dia 12, envia o diplomata Raoul Bossy a Fiesole para persuadi-la a retornar a Bucareste. De volta à Romênia em 14 de setembro de 1940, Helena, no entanto, viu-se sujeita à boa vontade do ditador, que estava determinado a manter a família real num papel puramente cerimonial. De fato, durante os anos que se seguiram, Antonescu removeu sistematicamente o monarca e a sua mãe de qualquer responsabilidade política e nem sequer se preocupou em avisá-los da sua decisão de declarar guerra à União Soviética em junho de 1941.
Neste difícil contexto, Miguel I por vezes cedia à depressão e Helena usou então toda a sua influência para o levar à ação. Consciente das deficiências na sua formação, a rainha-mãe apelou a historiadores jurídicos para treinarem o seu filho no seu papel de soberano. Ela também orientou o rei nas suas discussões e pressionou-o a opor-se a Antonescu quando julgou que a sua política colocava a coroa em perigo. Alertada para as perseguições antijudaicas pelo grão-rabino Alexandre Safran, Helena também interveio pessoalmente junto do embaixador alemão Manfred Freiherr von Killinger e de Antonescu para impedir a deportação, que obteve em parte com a ajuda do patriarca Nicodemos. Por seu lado, o rei protestou vigorosamente junto do conducător na altura dos massacres de Odessa e obteve notavelmente a libertação de Wilhelm Filderman, presidente da comunidade judaica romena.
Apesar destes poucos lampejos de brilhantismo, Helena e o seu filho passaram a maior parte do conflito a receber oficiais alemães que passavam por Bucareste. A rainha-mãe encontrou-se mesmo com Adolf Hitler duas vezes: a primeira vez informalmente, com a sua irmã Irene, para discutir o destino da Grécia e da Romênia na nova Europa, em dezembro de 1940; e uma segunda vez, de forma mais oficial, com Miguel, durante uma viagem à Itália no inverno de 1941. Acima de tudo, Helena e seu filho não tiveram outra escolha senão apoiar oficialmente a ditadura de Antonescu. Assim, foi Miguel quem conferiu ao conducător o título de Marechal, em 21 de agosto de 1941, após a reconquista da Bessarábia pelo exército romeno.

#### Golpe de Estado do filho e fim da guerra

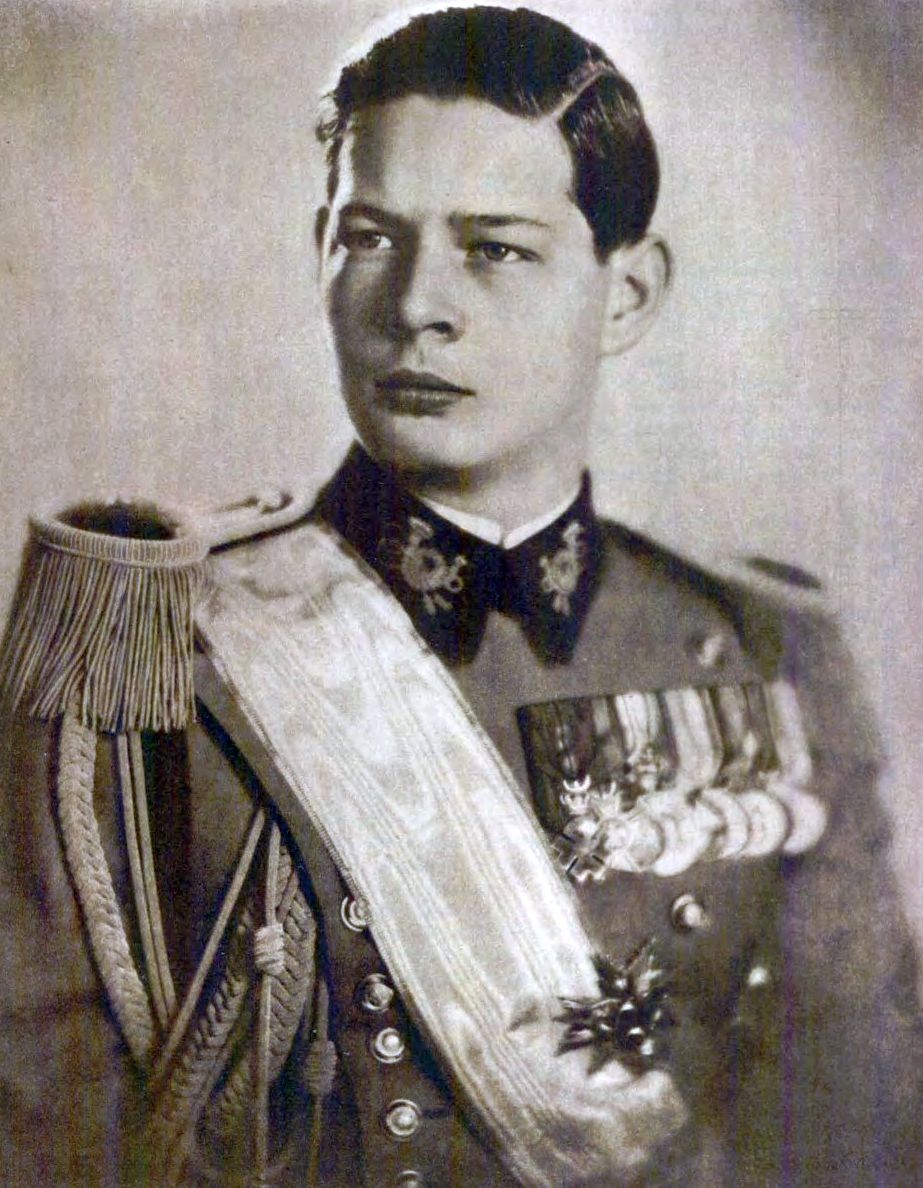
Miguel I por volta de 1940

A partir de 1941, a participação do exército romeno na invasão da União Soviética alienou ainda mais Antonescu e a família real, que desaprovaram a conquista de Odessa e da Ucrânia. No entanto, foi a Batalha de Stalingrado (de julho de 1942 a fevereiro de 1943) e as perdas que causou ao lado romeno, o que levou Miguel I a organizar à sua volta um embrião de resistência à ditadura do conducător. Durante um discurso oficial proferido em 1 de janeiro de 1943, o soberano condenou assim publicamente a participação de Bucareste na guerra contra a União Soviética, o que desencadeou a ira de Antonescu e do Terceiro Reich, que acusaram Helena de estar por trás da iniciativa real. Em retaliação, o controlo a que Miguel I e a sua mãe estavam sujeitos foi reforçado e Antonescu ameaçou a família real com a abolição da monarquia em caso de novas provocações.
Nos meses seguintes, a morte em circunstâncias misteriosas do czar Bóris III da Bulgária, em 28 de agosto de 1943, e as sucessivas prisões das princesas Mafalda de Saboia, em 23 de setembro de 1943, e Irene da Grécia, em outubro de 1943, após a queda de Mussolini orquestrada pelo rei Vítor Emanuel III da Itália, em 25 de julho de 1943, provaram a Miguel I e sua mãe o quão perigosa era a oposição às potências do Eixo. O retorno dos soviéticos na Bessarábia e o bombardeio norte-americano sobre Bucareste forçaram o rei, apesar de tudo, a romper com o regime de Antonescu. Em 23 de agosto de 1944, Miguel I organizou um golpe de estado contra o conducător, que foi preso. No processo, o rei e seu novo governo declararam guerra às potências do Eixo e pediram às forças romenas que não resistissem ao Exército Vermelho, que, no entanto, continuou sua invasão ao país.
Em reação a essa traição, a Luftwaffe bombardeou Bucareste e a Casa Nouă, onde o soberano e sua mãe residiam desde 1940, foi em grande parte destruída, em 24 de agosto de 1944. Apesar de tudo, as forças romenas conseguiram gradualmente expulsar os alemães do país e atacar a Hungria para libertar a Transilvânia. Isso não impediu que os Aliados demorassem a reconhecer a reversão da Romênia e os soviéticos entrassem na capital em 31 de agosto de 1944. Um armistício foi finalmente assinado com Moscou em 12 de setembro de 1944, mas o reino teve de aceitar a ocupação soviética. Um clima de incerteza caiu sobre o país enquanto o Exército Vermelho aumentava as suas requisições.
Em visita à Sinaia na época do golpe de estado do filho, Helena encontrou Miguel apenas no dia seguinte em Craiova. De volta a Bucareste em 10 de setembro de 1944, o soberano e sua mãe se mudaram para a residência da princesa Isabel, cujas relações com Helena permaneceram tensas, apesar de sua reconciliação em 1940. Com a crescente instabilidade na Romênia, a rainha-mãe ficou cada vez mais preocupada com a segurança de seu filho e temia que ele acabasse assassinado, como o regente Cirilo da Bulgária, baleado pelos comunistas em 1 de fevereiro de 1945. A rainha também desaprovava a Ionel Styrcea sobre o soberano e sua demissão dos servos do palácio, acusados de espionagem para Antonescu. Ela também estava preocupada com as maquinações de Carlos II, que tentava aproveitar o fim da guerra para retornar à Romênia, e observava com angústia a crise política que impedia seu irmão, o rei Jorge II, de retomar o poder na Grécia. Nesse contexto difícil, Helena ficou, no entanto, feliz ao saber que sua irmã Irene e seu sobrinho Amadeu estavam vivos, embora ainda sob custódia dos alemães.
Apesar dessas dificuldades, a rainha retomou suas atividades de caridade. Ela ofereceu seu apoio aos hospitais romenos, cujos equipamentos conseguiu salvar das requisições do Exército Vermelho. Em 6 de novembro de 1944, ela também inaugurou uma cozinha comunitária no salão de baile do palácio real, que serviu nada menos que 11.000 refeições às crianças da capital durante três meses. Finalmente, apesar da oposição de Moscou, a rainha-mãe enviou ajuda à Moldávia Soviética, onde uma terrível epidemia de tifo assolava.

#### A imposição de um regime comunista

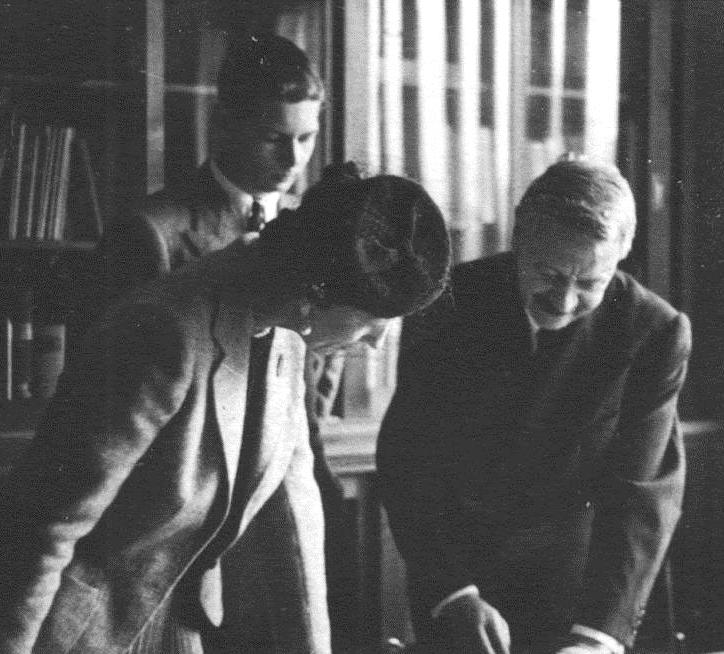
Helena, Miguel com Francisc Rainer em visita ao Instituto Antropológico da Universidade de Bucareste no outono de 1940

Com a ocupação soviética, o Partido Comunista Romeno, que tinha menos de mil membros na época do golpe de estado de Miguel I, explodiu em tamanho e as manifestações contra o governo de Constantin Sănătescu se multiplicaram. Ao mesmo tempo, atos de sabotagem ocorreram em todo o país, impedindo assim a recuperação da economia romena. Diante da pressão conjunta do representante da União Soviética, Andrei Vyshinsky, e da Frente Democrática Nacional (um desdobramento do Partido Comunista), o rei teve que encontrar um novo governo e chamou Nicolae Rădescu para chefiar o gabinete em 7 de dezembro de 1944. Apesar de tudo, a situação continua tensa no país e, quando o novo primeiro-ministro convoca eleições autárquicas para 15 de março de 1945, Moscou retomou as suas operações de desestabilização a fim de impor um governo a seu soldo. A recusa dos Estados Unidos e da Grã-Bretanha em intervir a seu favor levou o rei a considerar a abdicação, mas ele abandonou o seu projeto a conselho dos representantes das duas principais forças políticas democráticas, Dinu Brătianu e Iuliu Maniu. Em 6 de março de 1945, Miguel I finalmente chamou Petru Groza, líder da Frente Democrática Popular, para chefiar um governo que não incluía nenhum representante do Partido Camponês ou do Partido Liberal.
Satisfeitas com esta nomeação, as autoridades soviéticas tornaram-se mais conciliadoras com a Romênia. Em 13 de março de 1945, Moscou transferiu assim a administração da Transilvânia para Bucareste. Poucos meses depois, em 19 de julho de 1945, Miguel I foi condecorado com a Ordem da Vitória, uma das mais prestigiosas ordens militares soviéticas. Apesar disso, a sovietização do reino acelerou. O expurgo de personalidades "fascistas" continuou enquanto a censura era reforçada. Uma reforma agrária também foi implementada, o que causou uma queda na produção e reduziu as exportações agrícolas a nada. O rei, no entanto, conseguiu impedir temporariamente o estabelecimento de tribunais populares e o restabelecimento da pena de morte.

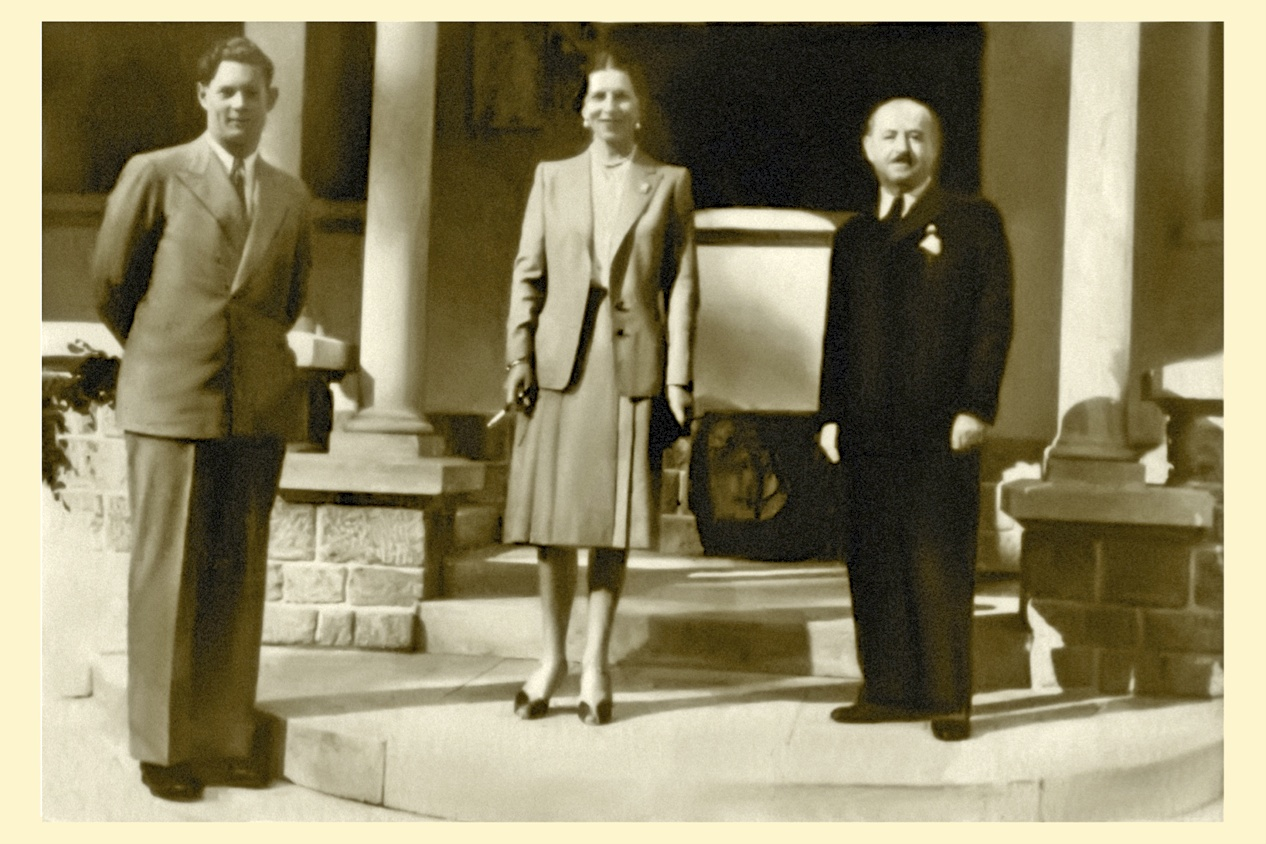
Helena, Miguel e Nicolae Blatt em Sinaia por volta de 1940

Após a Conferência de Potsdam e a reafirmação pelos Aliados da necessidade de estabelecer governos democraticamente eleitos na Europa, Miguel I exigiu a renúncia de Petru Groza, que recusou. Perante esta insubordinação, o soberano começou, em 23 de agosto de 1945, uma "greve real" durante a qual se recusou a referendar os atos do governo. Com a mãe, trancou-se durante seis semanas no Palácio Elisabeta antes de partir, com ela, para Sinaia. A resistência do monarca, no entanto, não foi apoiada pelo Ocidente, que após a Conferência de Moscou de 25 de dezembro de 1945, pediu à Romênia que permitisse a entrada de duas figuras da oposição no governo. Decepcionado com a falta de coragem de Londres e Washington, o soberano fica ainda mais desiludido com a atitude das tias, as princesas Isabel e Ileana, que flertam abertamente com as autoridades comunistas. Desgostosa com todas estas traições, Helena, por sua vez, tolera cada vez menos os encontros com os responsáveis soviéticos e treme cada dia mais pela vida do seu filho.
O ano de 1946 foi marcado pelo fortalecimento da ditadura comunista, apesar da resistência ativa do soberano. Após vários meses de espera, foram organizadas eleições legislativas em 19 de novembro de 1946 e oficialmente vencida pela Frente Democrática Popular. Após esta data, a situação do rei e de sua mãe tornou-se mais precária. Em seu palácio, eles só tinham acesso a água encanada por três horas por dia e sua eletricidade era cortada durante a maior parte do dia. Isso não impediu Helena de manter suas atividades de caridade e continuar a enviar alimentos e roupas para a Moldávia Soviética. No início de 1947, a rainha-mãe também obteve permissão para ficar no exterior para visitar sua família. Ela se reuniu com sua irmã Irene, que estava muito enfraquecida por sua deportação para a Áustria, compareceu ao funeral de seu irmão mais velho, o rei Jorge II, e depois compareceu ao casamento de outra de suas irmãs, a princesa Catarina, com o major Richard Brandram.
A assinatura do Tratado de Paris, em 10 de fevereiro de 1947, marcou uma nova etapa na marginalização da família real pelo regime comunista. Privado de qualquer função oficial, o soberano encontra-se tão isolado como durante a "greve real". Nestas condições, a rainha-mãe considera o exílio com cada vez mais determinação, mas preocupa-se por não ter recursos no estrangeiro, tendo o seu filho sempre recusado investir dinheiro fora da Romênia. O casamento da princesa Isabel do Reino Unido com o Filipe Mountbatten (nascido príncipe da Grécia e Dinamarca e primo de primeiro grau de Helena) em 20 de novembro de 1947, deu a Miguel I e à sua mãe a oportunidade de viajarem juntos para o estrangeiro. Durante esta estadia, o soberano apaixonou-se pela princesa Ana de Bourbon-Parma, de quem ficou noivo, para grande felicidade de Helena. Esta viagem também deu à rainha-mãe a oportunidade de colocar duas pequenas pinturas de El Greco das coleções reais num banco suíço.

#### Abolição da monarquia

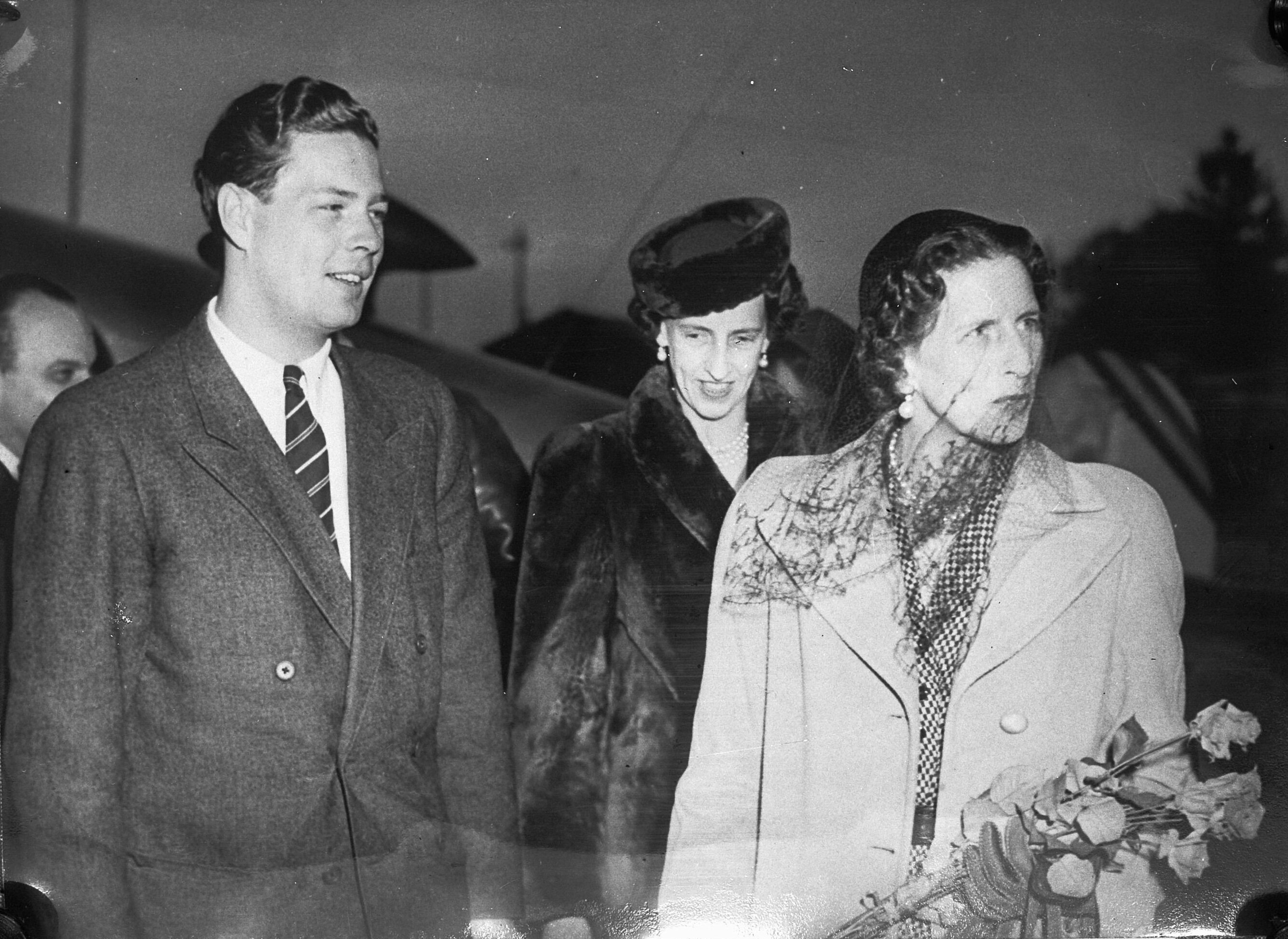
Helena e Miguel em 1947

Apesar dos conselhos dos seus familiares, que os instaram a não regressar à Roménia para escapar aos comunistas, o rei e a sua mãe regressaram a Bucareste em 21 de dezembro de 1947. Foram, então, recebidos friamente pelo governo, que secretamente esperava vê-los permanecer no estrangeiro para abolir a monarquia. Como o seu plano não funcionou, o primeiro-ministro Petru Groza e o secretário-geral do Partido Comunista, Gheorghe Gheorghiu-Dej, decidiram forçar o soberano a abdicar. Em 30 de dezembro de 1947, eles solicitam uma audiência com o rei, que os recebe na companhia de sua mãe. Os dois políticos então exigem que Miguel I renuncie ao poder e lhe oferecem uma declaração de abdicação para que ele assine. Quando o rei se recusa, os dois homens o informam que, se ele persistir, mil jovens monarquistas serão executados em retaliação. Cedendo a essa chantagem, Miguel renuncia à coroa. Nas horas que se seguem, o parlamento proclama a república. Miguel e Helena deixam a Romênia com alguns apoiadores em 3 de janeiro de 1948. Apesar dos seus laços estreitos com os comunistas, as princesas Isabel e Ileana também foram expulsas do seu país, juntamente com os seus familiares, alguns dias depois, em 12 de janeiro.
Exilados, Miguel e Helena se estabeleceram por um tempo na Suíça, onde o soberano deposto assistiu com amargura enquanto os governos ocidentais aceitavam o estabelecimento de uma república popular na Romênia. Por sua vez, Helena estava especialmente preocupada com o estado de suas finanças, já que os comunistas não permitiram que levassem quase nenhuma posse com eles. Apesar de suas promessas, as novas autoridades romenas até nacionalizaram as propriedades da antiga família real, em 20 de fevereiro de 1948, e privar o antigo monarca e os seus familiares da sua nacionalidade, em 17 de maio de 1948. Ao mesmo tempo, o rei e sua mãe tiveram que lidar com as intrigas de Carlos II, que ainda se considerava o único soberano legítimo da Romênia e que acusava sua ex-esposa de mantê-lo longe de seu filho. Para atingir seus objetivos, Carlos não hesitou em envolver o príncipe Frederico de Hohenzollern (chefe da casa real) e o príncipe Nicolau da Romênia em assuntos que a opunham à sua família. Todas essas preocupações não impediram Miguel e sua mãe de realizar várias viagens políticas ao Reino Unido, França e Estados Unidos para se encontrarem com chefes de governo e representantes da diáspora romena.

### Últimos anos

#### Casamento do filho

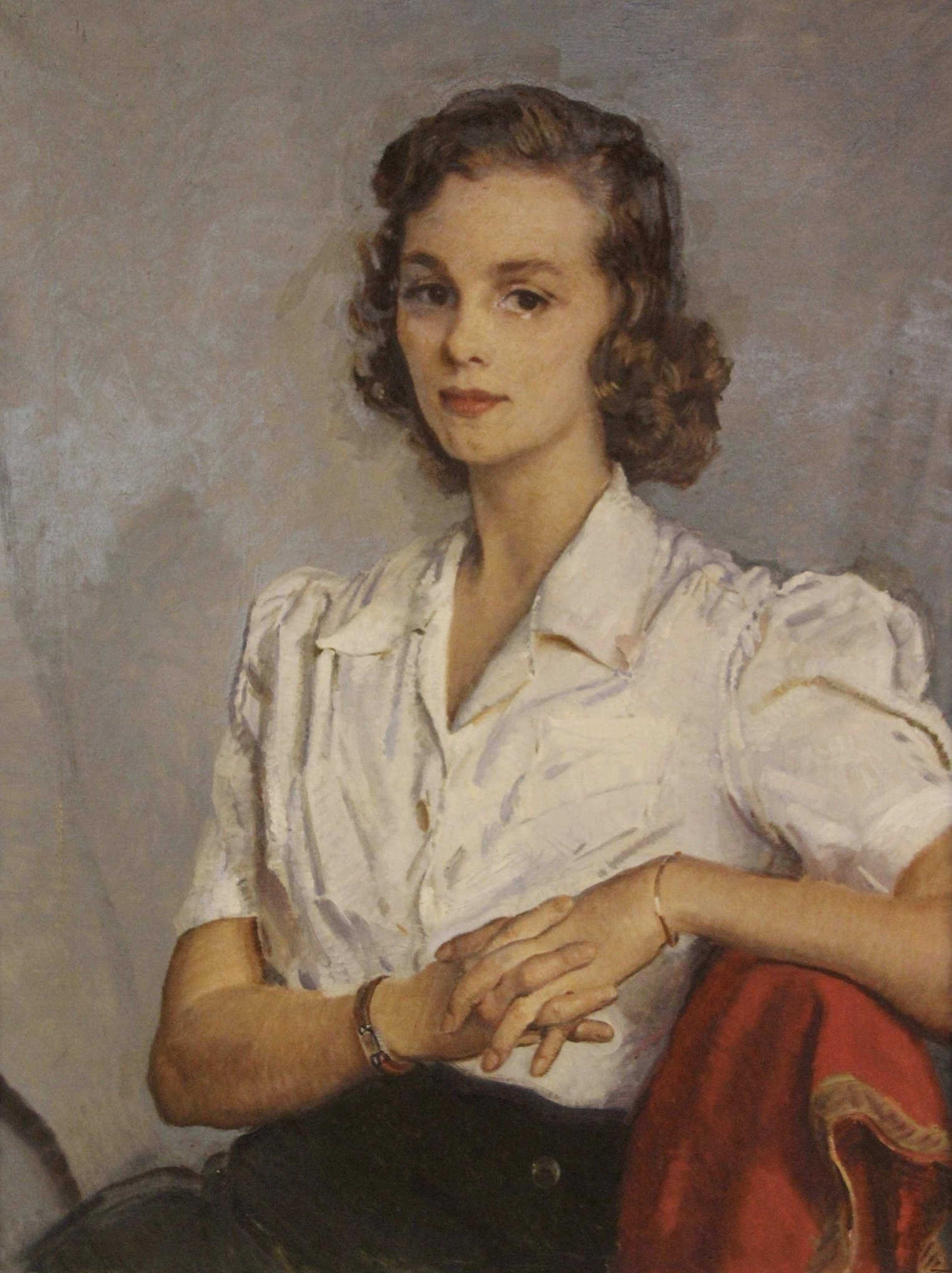
Retrato de Ana de Bourbon-Parma em 1943 por Ned Murray

A fonte de preocupação para Miguel I e sua mãe durante os primeiros meses de exílio foi seu casamento com a princesa Ana de Bourbon-Parma. Para desacreditar o ex-monarca, as autoridades romenas promoveram rumores de que Miguel I havia renunciado aos seus direitos dinásticos para se casar com uma plebeia, como seu pai havia feito em 1925.
Somado a isso, havia dificuldades mais sérias relacionadas à religião. Sendo a princesa Ana católica, ela precisava de uma dispensa papal para se casar religiosamente com um cristão ortodoxo. No entanto, a Santa Sé estava extremamente relutante sobre a união proposta porque, por razões dinásticas, os filhos do casal tinham que ser criados na religião de Miguel. Com o príncipe Renato, pai da noiva, tendo falhado em seus esforços com o Vaticano, Helena decidiu ir a Roma com a mãe de Ana, a princesa Margarida da Dinamarca para encontrar o papa Pio XII. No entanto, o encontro correu mal e o Santo Padre recusou-se a dar o seu consentimento ao casamento. Nessas circunstâncias, a princesa Ana não teve escolha senão ignorar o testamento papal e renunciar ao casamento católico. Ao fazê-lo, ela incorreu na ira de seu tio, Xavier (chefe da casa principesca), que proibiu membros de sua família de comparecerem ao casamento real sob pena de serem excluídos da casa principesca. Mais uma vez, Helena tentou mediar, sem mais sucesso.
Helena teve mais sorte com sua própria família. Seu irmão, o rei Paulo da Grécia, ofereceu-se para organizar o casamento de Miguel em Atenas, apesar dos protestos oficiais do governo romeno. O casamento foi finalmente celebrado na capital helênica em 10 de junho de 1948 e foi o próprio arcebispo-primaz Damasceno de Atenas quem oficiou a cerimônia. Celebrado no palácio real, o casamento reuniu a maioria dos membros da dinastia grega, mas nenhum representante das casas de Bourbon-Parma ou Hohenzollern-Sigmaringen. Na verdade, Carlos II não foi convidado para o casamento, embora Helena lhe tenha escrito para informá-lo do casamento.

#### Retorno àVilla Sparta

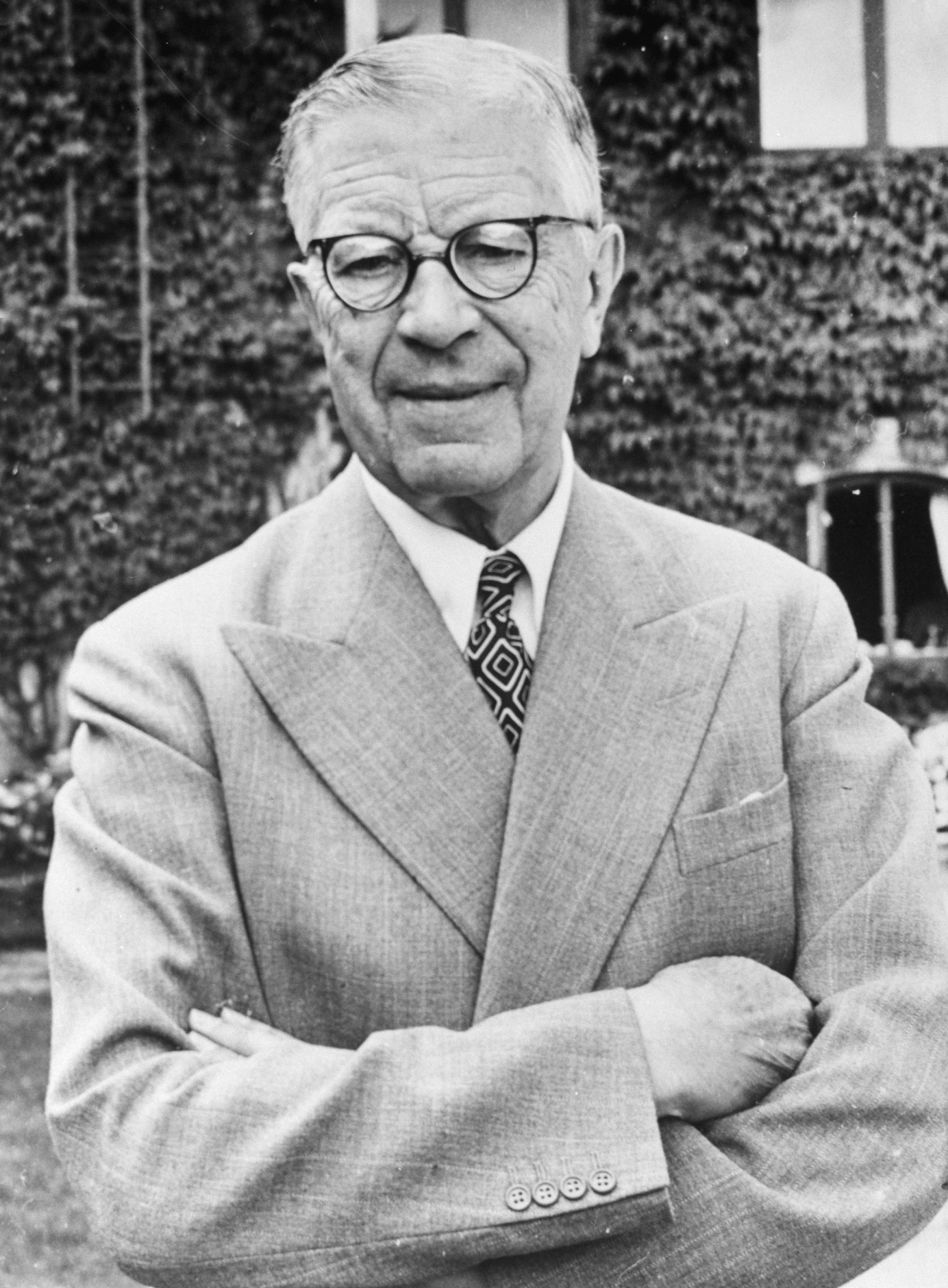
Gustavo VI Adolfo da Suécia em 1962

Após o casamento de Miguel e Ana, Helena fixou residência na Villa Sparta em Fiesole. Até 1951, ela acomodou seu filho e sua família lá, que então ficavam com ela pelo menos duas vezes por ano. Ao longo dos anos, a família do antigo rei cresceu com os nascimentos sucessivos das princesas Margarida (1949), Helena (1950), Irina (1953), Sofia (1957) e Maria (1964). Entre 1949 e 1950, Helena também acomodou sua irmã Irene e seu sobrinho Amadeu, que então se mudaram para uma residência ao lado da dela. Apesar do passar do tempo, as duas princesas gregas mantiveram um forte vínculo, que só terminou com a morte da duquesa de Aosta em 1974. Ao longo de sua vida, Helena também permaneceu muito ligada a Amadeu e à sua primeira esposa, a princesa Cláudia de Orléans.
Helena também fez inúmeras viagens ao exterior para visitar seus parentes. Ela ia regularmente ao Reino Unido para ver suas netas, que estavam estudando lá. Apesar de seu relacionamento às vezes tempestuoso com sua cunhada, a rainha Frederica, Helena também passou longos períodos na Grécia e participou do Cruzeiro dos Reis, em 1954, do casamento da princesa Sofia da Grécia com o futuro rei Juan Carlos I da Espanha, em 1962, e dos eventos organizados para marcar o centenário da dinastia grega, em 1963.
Apesar disso, a vida de Helena não girava apenas em torno de sua família. Apaixonada por pintura e arquitetura renascentistas, ela passava boa parte de seu tempo visitando monumentos e museus. Jardineira ávida, ela também dedicava longas horas às flores e arbustos de sua villa. Convidada regular do consulado britânico, ela também frequentava os intelectuais que, como Harold Acton, haviam se estabelecido na região de Florença. Entre 1968 e 1973, Helena também iniciou um romance com o rei Gustavo VI Adolfo da Suécia, com quem compartilhava o amor pela arte e pelas plantas. O soberano sueco chegou a pedi-la em casamento, mas ela não aceitou.

#### Morte
Tornando-se velha demais para viver sozinha, Helena finalmente deixou Fiesole em 1979. Ela então se mudou para um pequeno apartamento em Lausana, localizado a 45 minutos da residência de Miguel e Ana, antes de se mudar com eles em Versoix em 1981. Helena, rainha-mãe da Romênia, morreu um ano depois, em 28 de novembro de 1982, aos 86 anos. Ela foi enterrada sem pompa no Cemitério Bois-de-Vaux e o funeral foi celebrados por Damaskinos Papandreou, o primeiro Metropolita Ortodoxo Grego da Suíça.

## Na cultura
A princesa Helena é uma das personalidades centrais do episódio Amours au royaume de Roumanie da série documental Les Amants du siècle (1994) de Frédéric Mitterrand.
Helena ainda é retratada no filme Oglinda (1994), do cineasta romeno Sergiu Nicolaescu, e na minissérie Mafalda di Savoia - Il coraggio di unaprincipessa (2006), do diretor italiano Maurizio Zaccaro, onde seu papel é interpretado por Victoria Cocias.

## Honras
- Casa de Hohenzollern (Romênia): Grã-Cruz da Real Ordem de Carlos I[232]
- Israel: Justa entre as nações[233]